# Garnisonkirche (Potsdam)

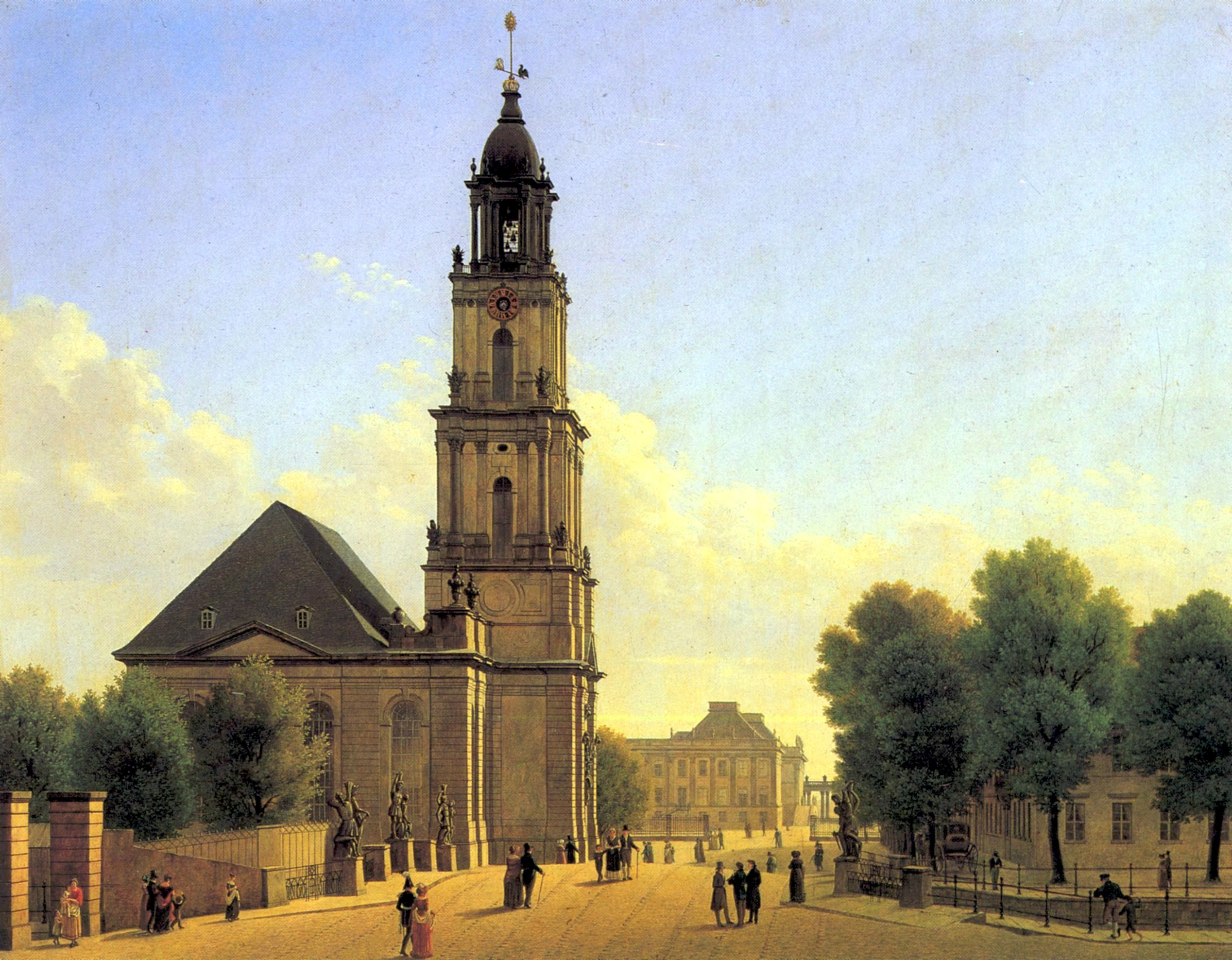
Die Garnisonkirche zu Potsdam, Gemälde von Carl Hasenpflug (1827)

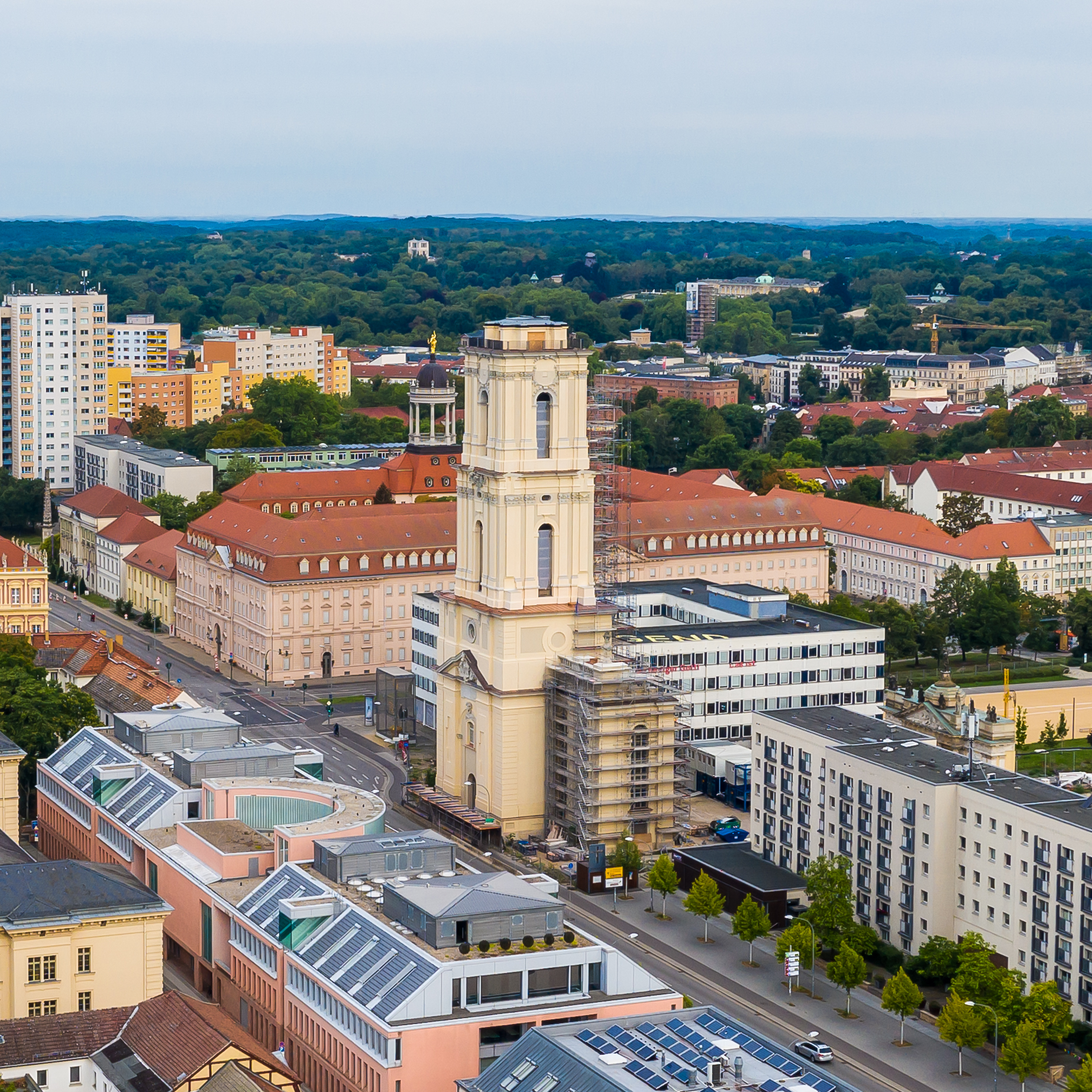
Luftbild der im Wiederaufbau befindlichen Garnisonkirche, 2023

Die Garnisonkirche (ehemals: Hof- und Garnisonkirche) war eine evangelische Kirche in der historischen Mitte von Potsdam, deren Turm von 2017 bis 2024 wiederaufgebaut wurde. Erbaut im Auftrag des preußischen Königs Friedrich Wilhelm I. nach Plänen des Architekten Philipp Gerlach in den Jahren 1730–1735, galt sie als ein Hauptwerk des norddeutschen Barocks. Mit einer Turmhöhe von fast 90 Metern war sie das höchste Bauwerk Potsdams und prägte im Dreikirchenblick zusammen mit der Nikolaikirche und der Heiliggeistkirche das Stadtbild. Gegen Ende des Zweiten Weltkriegs wurde sie 1945 durch einen britischen Luftangriff in der sogenannten Nacht von Potsdam schwer beschädigt und brannte aus. Die Regierung der DDR ließ die gesicherte Ruine 1968 sprengen, um auf einem Teil des Grundstücks das Rechenzentrum Potsdam zu errichten. Anhänger eines Wiederaufbaus des Gotteshauses traten 2004 mit dem Ruf aus Potsdam an die Öffentlichkeit. In der Folge ihres Engagements wird seit 2017 die kontrovers debattierte Rekonstruktion als offene Stadtkirche und internationales Versöhnungszentrum betrieben. Am Ostermontag 2024 wurde im wiedererrichteten Kirchturm die neue Nagelkreuzkapelle eröffnet. Im August 2024 wurde eine Ausstellung zur Geschichte des Ortes und die Aussichtsplattform in 57 Meter Höhe eröffnet.
In der wechselvollen Geschichte Deutschlands war die Garnisonkirche ein bedeutender Ort. Unter anderem besuchten der russische Zar Alexander I. und Napoleon Bonaparte das Bauwerk, in dem neben Friedrich Wilhelm I. auch dessen Sohn Friedrich II. bestattet war. Die ersten frei gewählten Stadtverordneten Potsdams tagten in der Garnisonkirche. Lutheraner und Reformierte vereinigten sich in ihr zur Union. Der Komponist Johann Sebastian Bach spielte dort 1747 und der Organist Otto Becker entwickelte sie später zu einer wichtigen Stätte der Kirchenmusik. Mit dem Tag von Potsdam 1933 wurde das Gotteshaus von den Nationalsozialisten für NS-Propaganda vereinnahmt. Zugleich gehörten unter anderem Henning von Tresckow, Helmuth James von Moltke und weitere Beteiligte am Attentat auf Hitler vom 20. Juli 1944 der Kirchengemeinde an.

## Gestaltung der Zweiten Garnisonkirche

Vorder- und Seitenansicht der Garnisonkirche, Stich aus dem Jahr 1730

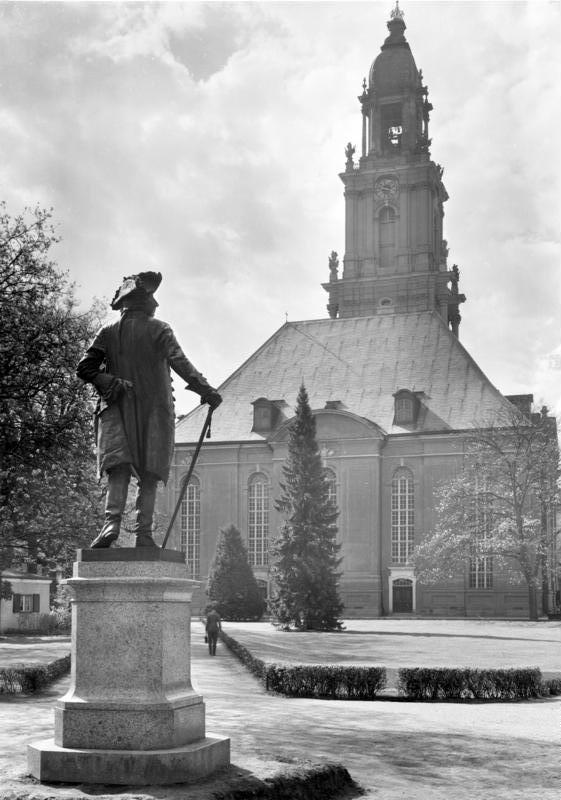
Ansicht von der Plantage, Bild entstand zwischen 1928 und 1944

### Architektur

#### Kirchturm
Der Turm der Garnisonkirche mit einer Gesamthöhe von 88,43 Metern ragte in die Breite Straße. Die Seitenwände des Turmes wurden an jeder Seite von schmalen Längsfenstern durchbrochen, zusätzlich trugen die Ecken Figurenschmuck. Über dem Hauptportal zur Breiten Straße befand sich eine Inschrifttafel mit goldenen Buchstaben. Darauf war zu lesen: „Friderich Wilhelm, König in Preußen, hat diesen Thurm nebst der Guarnison-Kirche zur Ehre Gottes erbauen lassen. Anno 1735.“ Ein Teil der Buchstaben ist heute noch vorhanden. Das Turmbauwerk wurde im Untergeschoss wuchtig aufgeführt und verjüngte sich in den oberen Etagen. Die Turmlaterne bildete ein aus Eiche konstruiertes, mit Kupferblech verkleidetes Geschoss, auf dem eine Wetterfahne angebracht war. Sie enthielt das aus der 1722 geweihten ersten Garnisonkirche stammende Glockenspiel, ergänzt durch fünf neue, von Paul Meurer geschaffene Bassglocken. Im Jahr 1880 erfolgte eine umfangreiche Restaurierung der Turmspitze. Die Potsdamer Garnisonkirche galt neben der Hamburger Michaeliskirche und der Münsteraner Clemenskirche als bedeutendster Sakralbau des norddeutschen Barock.

#### Kirchenschiff
Das Kirchenschiff, ein rechteckiger, in Querachse ausgerichteter Bau, schloss in nördlicher Richtung an den Turm des Kirchengebäudes an. Auf dem 17 Meter hohen, steilen Walmdach waren auf West-, Nord- und Ostseite jeweils zwei Dachgauben aufgesetzt. Die großen Rundbogenfenster des Kirchenschiffes dominierten das Fassadenbild, das durch Mittelrisalite an allen drei Fassaden belebt wurde. Weiterhin befanden sich zu beiden Seiten am Übergang zum Kirchturm Attika-Balustraden, die in einer Rundung an das Dach anschlossen. Sie wurden zur Breiten Straße mit Säulenpilastern ausgeführt und bildeten so mit dem Turm die repräsentative Eingangsfront.

#### Innenarchitektur
Der Innenraum der Garnisonkirche war klar gegliedert. Massive Pfeiler waren durch Korbbögen miteinander verbunden, die wiederum eine flache Decke und zweigeschossige Emporen trugen. Der Innenraum war anfangs schmucklos und mit einfacher Holzausstattung versehen. Die Angehörigen der Zivilgemeinde saßen auf den Bänken im Erdgeschoss, die der Militärgemeinde auf den Emporen. Zu dieser Zeit fasste die Kirche etwa 3000 Personen.
In den Jahren 1897 bis 1899 wurde der Innenraum grundlegend im Stil des Neobarocks umgestaltet. Die bisher schlicht gehaltenen Pfeiler, Decken und Emporen erhielten zeittypische Stuckelemente und Vergoldungen. Die Emporen wurden ebenfalls umgestaltet, wodurch sich die Zahl der Sitzplätze reduzierte.

### Ausstattung

#### Altar, Kanzel, Taufe
Der aus der Vorgängerkirche stammende Feldaltar war einfach in Holz gehalten und diente dem Abendmahl. Eine hölzerne Kanzel wurde auf der Südseite aufgestellt. Das Taufbecken und eine Taufkanne nach Entwürfen von Karl Friedrich Schinkel bildeten zunächst die Zeremoniengeräte.
Aus Anlass des Militärdienstjubiläums des deutschen Kaisers Wilhelm II. stiftete dieser Ende der 1890er Jahre einen prunkvollen neuen Marmoraltar. Der Holzaltar wurde in der Taufkapelle aufgestellt. Weitere Taufgeräte fertigte der Bildhauer und Ziseleur Otto Rohloff im Jahr 1902.
Bei der Mobilisierung zum Ersten Weltkrieg und im NS-Regime diente der Holzaltar als Feldaltar bei militärischen Massenaufmärschen im Potsdamer Lustgarten. Seit 2024 steht der erhalten gebliebene alte Feldaltar in der Kapelle des wiederaufgebauten Turms der Garnisonkirche. Kritiker meinen, dieser "Blutaltar" gehöre stattdessen ins Museum.

#### Königliches Monument
Friedrich Wilhelm I. ließ die Kanzel 1735 nach eigenen Vorgaben durch das raumbeherrschende Königliche Monument ersetzen. Dabei handelte es sich um einen Kanzelaltar mit dahinterliegender, ebenerdiger Gruft, in der er und seine Frau begraben werden sollten. Hinterlegt mit einer Schauwand aus schwarzem, rotbuntem und weißem Marmor, die Anklänge an Giovanni Lorenzo Berninis Ziborium über dem Hochaltar des Petersdoms aufwies, ragte das Werk in den Kirchenraum hinein. Die Entwürfe stammten von Christian Friedrich Feldmann, Ausführende waren Johann Christian Angermann, Johann Konrad Koch und der Bildhauer Johann Georg Glume, der auch die Marmorfiguren Mars und Bellona am Eingang zur Gruft geschaffen hat.
Der Altar verfolgte eine barocke durch skulpturale Elemente geprägte Formensprache und bildete den Höhepunkt der inneren Ausstattung. Vier Säulen mit korinthischen Kapitellen sowie dahinter liegenden Pilastern trugen ein konkav geformtes Gebälk. Darauf befand sich ein geschwungener Sprenggiebel. Zwei sitzende Herolde und zwei preußische Adler sowie eine Wappenkartusche mit dem Hoheitszeichen Friedrich Wilhelms I. und dem Wahlspruch Non soli cedit („Er weicht nicht der Sonne“), dienten als Bauschmuck auf dem Giebel. Den obersten Abschluss des Altars bildete das goldene von einem Strahlenkranz umgebene und von einem Dreieck umschlossene Auge der Vorsehung.
Das Portal zur Gruft war zentral zwischen den Säulen eingelassen und mit vergoldeten schmiedeeisernen Gittern ausgestattet. Über dem Tor befand sich die reich verzierte helle Kanzel.

#### Gestühl, Fenster
Die hölzernen Kirchenbänke im Parterre und auf den Emporen boten Platz für bis zu 3000 Kirchenbesucher. Die Fenster waren als Rundbogen ausgeführt und mit bleigefassten Glasscheiben ausgestattet.

#### Orgeln
Die große Orgel wurde 1731/1732 von dem Orgelbauer Joachim Wagner auf der zweiten Empore über der Kanzel erbaut. Das Instrument war in einem imposanten Orgelgehäuse mit einem reich geschnitzten Prospekt untergebracht. Die Schleierbretter und der figürliche Schmuck des Orgelgehäuses wurden vermutlich vom Künstler Johann Georg Glume (1679–1765) geschaffen. Der Prospekt war in drei Türme gegliedert (im Mittelturm waren aus Platzmangel einige Pedalregister untergebracht) und hatte sechs Prinzipal-Pfeifenfelder. Die größten Prospektpfeifen hatten eine Länge von fünf Metern. Eine Besonderheit der Orgel war – einer Militärkirche entsprechend – ein Spielwerk aus posaunenblasenden und paukenschlagenden Engeln, die Helme trugen, sich drehenden Sonnen (Zimbelsterne), einem Glockenspiel und einem flügelschlagenden Adler. Das Instrument verfügte über 42 klingende Register auf drei Manualen und Pedal. Im Jahre 1862 wurde die Disposition durch die Orgelbauer Gesell & Schultze und 1882 durch Carl Eduard Gesell verändert.
Im Zuge einer Umgestaltung des Innenraumes in den Jahren 1897 bis 1899 errichtete der Orgelbauer Wilhelm Sauer hinter dem barocken Prospekt ein neues Innenwerk, wobei er etwa die Hälfte des historischen Pfeifenmaterials wiederverwendete. Das neue, im spätromantischen Stil disponierte Instrument hatte nun 46 Register auf pneumatischen Kegelladen. Die Orgel wurde 1945 mit der Kirche zerstört.

#### Glockenspiel
Nachdem das Glockenspiel zunächst zur vollen Stunde verschiedene Choräle und zur halben Stunde weltliche Lieder abgespielt hatte, ertönte ab 1797 bis 1945 der Stundenchoral Lobe den Herren, den mächtigen König der Ehren. Im Wechsel dazu ertönte das Halbstunden-Lied Üb’ immer Treu und Redlichkeit von Ludwig Hölty, jedoch mit einer etwas vereinfachten Melodie der Arie Ein Mädchen oder Weibchen aus Mozarts Oper Die Zauberflöte und einer Variation als zweite Strophe. Dazwischen waren Vorschläge und kurze Melodien zu hören, sodass das Glockenspiel alle 7½ Minuten über der Stadt erscholl.
Das originale Glockenspiel wurde 1945 durch den Brand in Folge der Bombardierung vernichtet. Seit der 1991 erfolgten Aufstellung des nachgebildeten Glockenspiels auf der benachbarten Plantage spielt dieses wieder die letztgenannten Lieder zur vollen und zur halben Stunde.

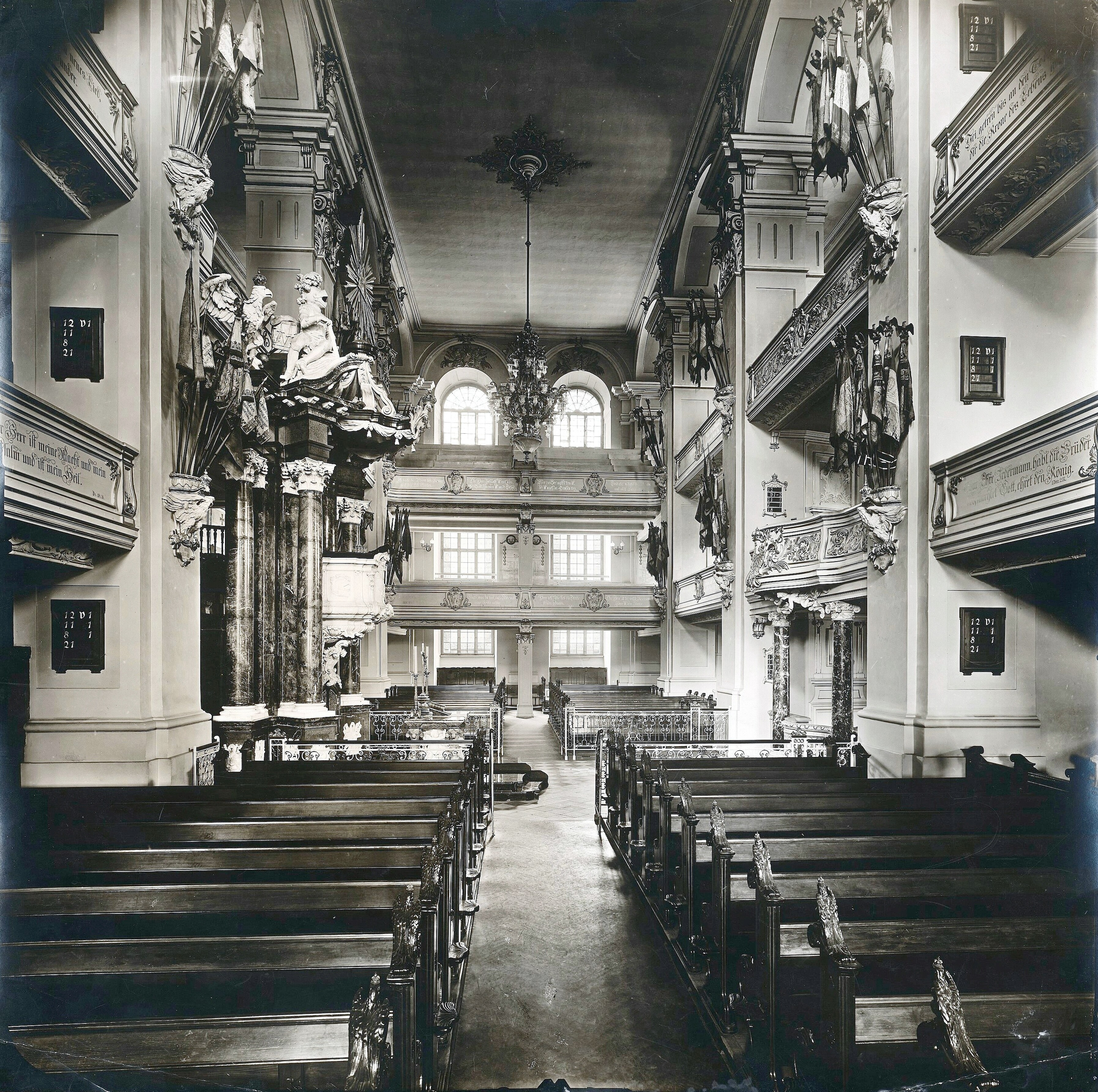
Innenraum der Garnisonkirche (1920)
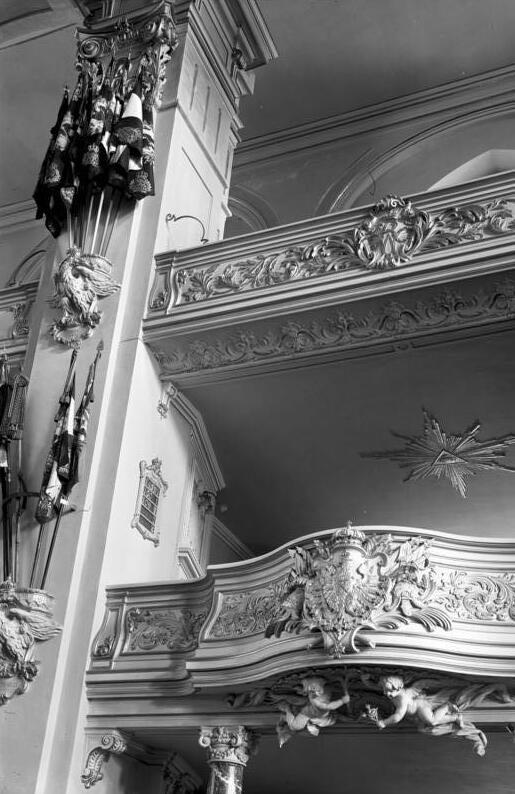
Empore König Friedrich Wilhelms I. (zwischen 1928 und 1944)
Königliches Monument mit Orgel und Altar (1890)
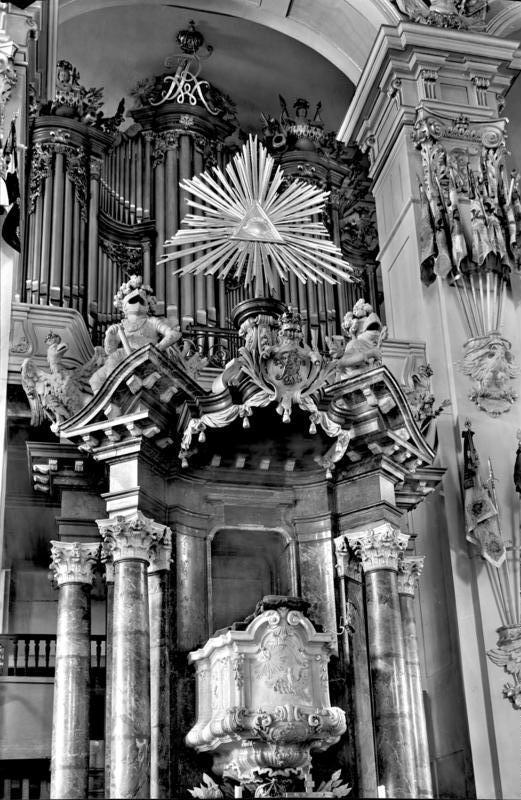
Königliches Monument (zwischen 1928 und 1944)
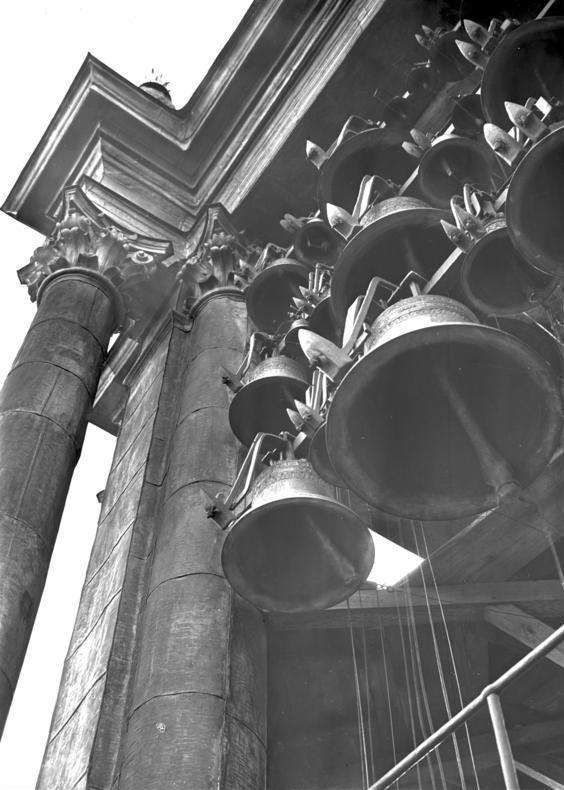
Das Glockenspiel der Garnisonkirche (zwischen 1928 und 1944)

## Geschichte

### Der Vorgängerbau
1720 bis 1722 wurde die erste Potsdamer Garnisonkirche als quadratischer Fachwerkbau an der Breiten Straße und dem Stadtkanal errichtet. Ein auf das steile Zeltdach aufgesetzter eingeschossiger Turm erhielt ein 35-stimmiges Glockenspiel des niederländischen Glockengießers Jan Albert de Grave. Nach der Fertigstellung der Kirche zogen die evangelische Militärgemeinde, hauptsächlich Angehörige des Leibregiments der Langen Kerle und die deutsch-reformierte Zivilgemeinde ein. Die Kirche hatte dabei von Beginn an eine Sonderstellung inne, da sie dem direkten Patronat des Königs von Preußen unterstand. Dadurch unterlagen sowohl Militär- wie auch Zivilgemeinde dessen alleiniger Verfügung. Die katholischen Soldaten wurden von der in den 1730er-Jahren entstandenen Peter-und-Paul-Gemeinde seelsorgerisch betreut.
Das sumpfige Bauland in Potsdam und die ungenügende Gründung des Bauwerkes ließen bereits wenige Jahre später Setzungsrisse entstehen, und das Gebäude begann abzusacken. Nach dem Auslagern des Glockenspiels begann 1730 der Abbau und Abriss von Turm und Kirchenschiff. König Friedrich Wilhelm I. beauftragte den Architekten Philipp Gerlach mit dem Bau einer neuen Kirche.

### Die Garnisonkirche von 1731 bis 1968

#### Errichtung von 1731 bis 1735

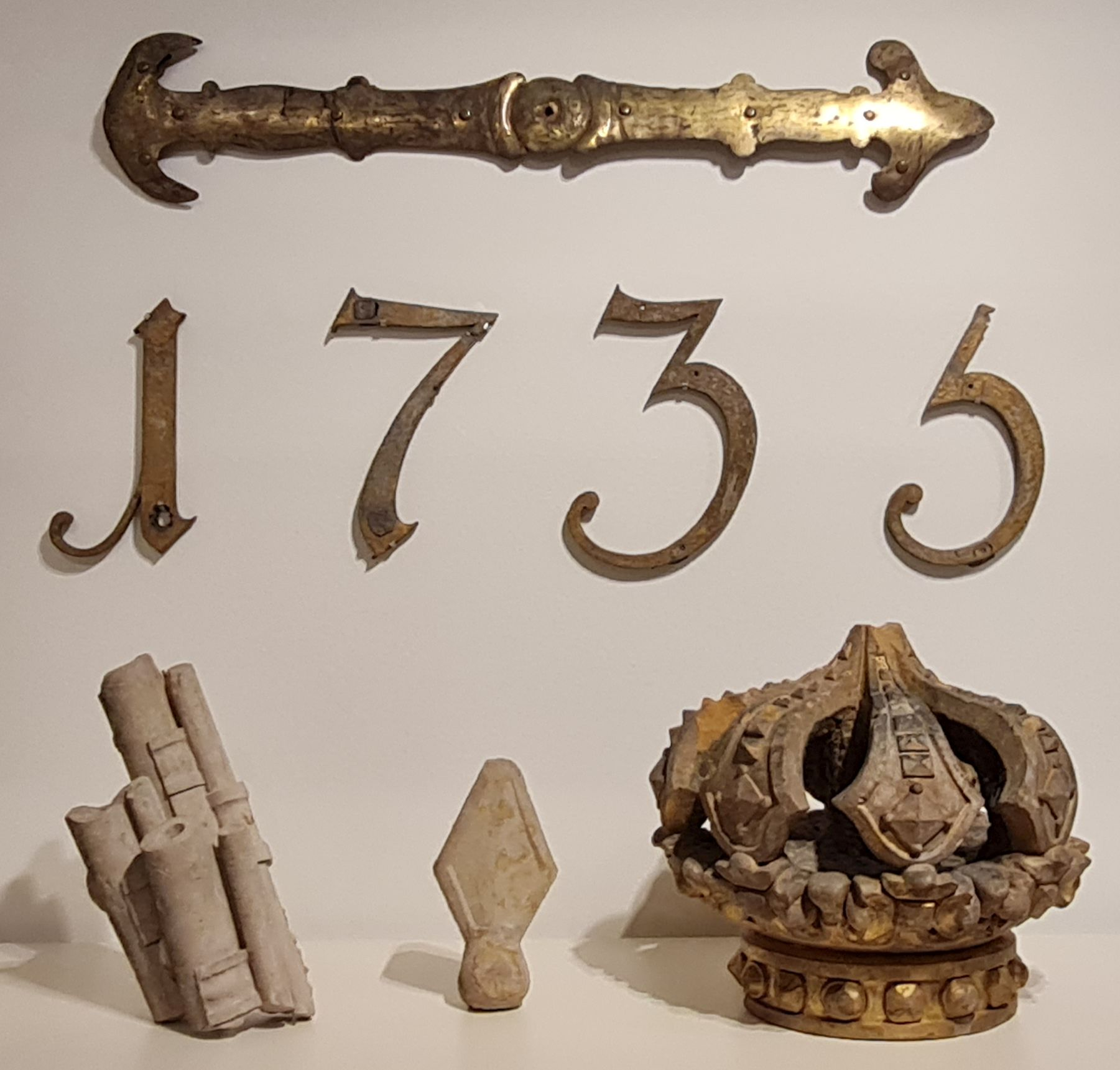
Spolien der Garnisonkirche Potsdam von 1735

Die Bauarbeiten für das zweite Bauwerk begannen 1731 an gleicher Stelle. Bereits am 17. August 1732 konnte die Kirchweihe durch den Hofprediger Christian Johann Cochius und Garnisonprediger Johann Gottfried Hornejus stattfinden. Wie bei fast allen seinen Kirchenbauten in Berlin und Potsdam wünschte sich Friedrich Wilhelm I., der häufig die Niederlande bereist hatte und die dortigen Glockentürme bewunderte, nach dem Vorbild unter anderem der (ebenfalls von Philipp Gerlach entworfenen) Berliner Parochialkirche auch für die Garnisonkirche in Potsdam einen hohen und imposanten Turm als besonderes gottgefälliges Zeichen seines festen Glaubens. Mit der Fertigstellung des Turms endeten am 2. August 1735 die Bauarbeiten an der Garnisonkirche. Am selben Tag erklomm der König nach überstandener schwerer Krankheit die 365 Stufen des Turms, am 3. August folgte Kronprinz Friedrich.

#### Bau und Nutzung bis um 1900

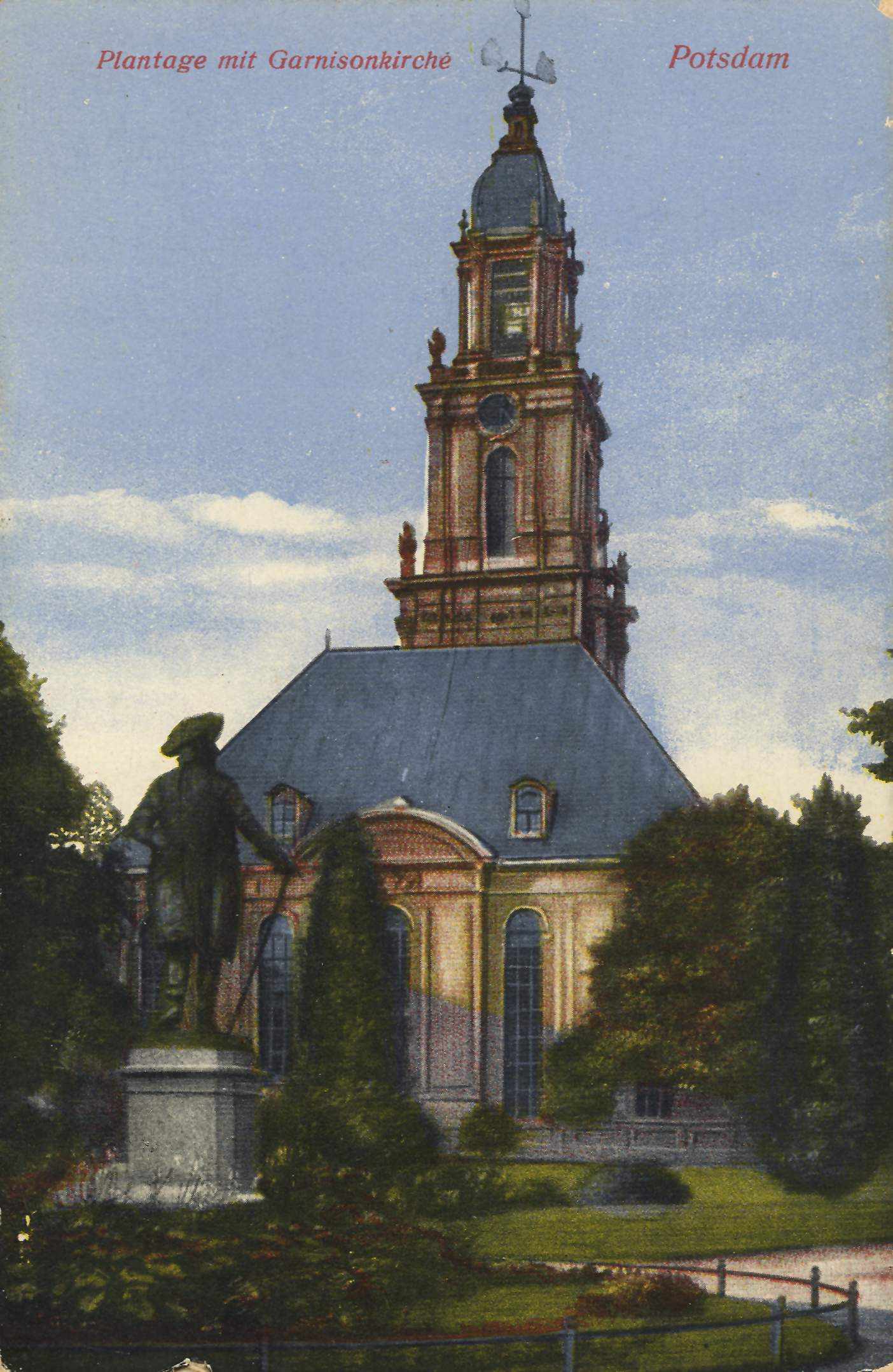
Ansichtskarte, Garnisonkirche mit Plantage, circa 1900

Am 1. Juni 1740 wurde Friedrich Wilhelm I. in der Gruft der Garnisonkirche beigesetzt, die er drei Jahre vor seinem Tod unter der Kanzel hatte anlegen lassen.
Auf Einladung seines Nachfolgers Friedrich II. besuchte Johann Sebastian Bach 1747 Potsdam und die Garnisonkirche. Er spielte auf der Orgel und war sehr angetan. Seiner Meinung nach sei sie ein „gar prächtig Werck“.
Die 1757 verstorbene Frau Friedrich Wilhelms I., Sophie Dorothea, wählte in ihrem Testament den traditionell als Grablege der reformierten Hohenzollern dienenden Berliner Dom als Begräbnisort. Ihr Wunsch wurde respektiert und ihr Platz in der Gruft der Garnisonkirche blieb somit frei.
Auch Friedrich II. wollte laut seinem Testament ausdrücklich nicht in der Garnisonkirche beerdigt werden, sondern wählte die Terrasse von Schloss Sanssouci zu seinem Begräbnisort. Sein Wille wurde ignoriert und er wurde noch am Abend des Todestags, am 18. August 1786, in der Garnisonkirche neben seinem Vater beigesetzt. Nach den Wirren des Zweiten Weltkriegs und der Deutschen Teilung wurde er erst 1991, an seinem 205. Todestag, in seiner Gruft unter der Terrasse von Sanssouci beigesetzt.
Im November 1805 besuchte das Königspaar Friedrich Wilhelm III. und Königin Luise gemeinsam mit dem russischen Zar Alexander I. die Königsgruft zur Festigung ihres Bündnisses gegen Napoleon Bonaparte.
Als dieser nach seinem Sieg über die preußische Armee bei Jena und Auerstedt auf seinem Marsch nach Berlin am 25. Oktober 1806 durch Potsdam kam, besuchte er die Königsgruft in der Garnisonkirche. Aus Respekt vor Friedrich dem Großen stellte Napoleon sie unter seinen persönlichen Schutz, während die Französische Kirche und die Heilige-Geist-Kirche der französischen Kavallerie als Magazine zur Fourage dienen mussten.
Infolge der Preußischen Reformen tagten die ersten frei gewählten Potsdamer Stadtverordneten am 3. August 1809 in der Garnisonkirche. Am 25. Dezember 1816 wurden in der Garnisonkirche 24 Adler und 2 Fahnen der französischen Armee ausgestellt, die in den Befreiungskriegen gegen Napoleon erbeutet worden waren. Dazu wurden die bisher links und rechts neben dem Altar stehenden Figuren Mars und Bellona des Bildhauers Johann Georg Glume in das Treppenhaus des Stadtschlosses gebracht.
Bei den Feierlichkeiten zum 300-jährigen Jubiläum der Reformation fand am 31. Oktober 1817 erstmals ein gemeinsamer Gottesdienst von Reformierten (Calvinisten) und Lutheranern statt, die sich am 3. August 1809 auf Anordnung Friedrich Wilhelm III. zur Kirche der Altpreußischen Union vereinigt hatten. Sein Nachfolger Friedrich Wilhelm IV. hatte schon in seiner Kronprinzenzeit Entwürfe zur Umgestaltung der Garnisonkirche erarbeitet. Vorschläge wie ein Neubau in Form einer fünfschiffigen Basilika, deren Ausmaße rund das Zehnfache der bisherigen Kirche eingenommen hätten, wurden jedoch nie realisiert. Einzige größere Veränderung in seiner Amtszeit war der Einbau einer zehneckigen Taufkapelle in den südwestlichen Vorraum (1856). Es folgten Renovierungsarbeiten im Kirchenschiff (ebenfalls 1856).

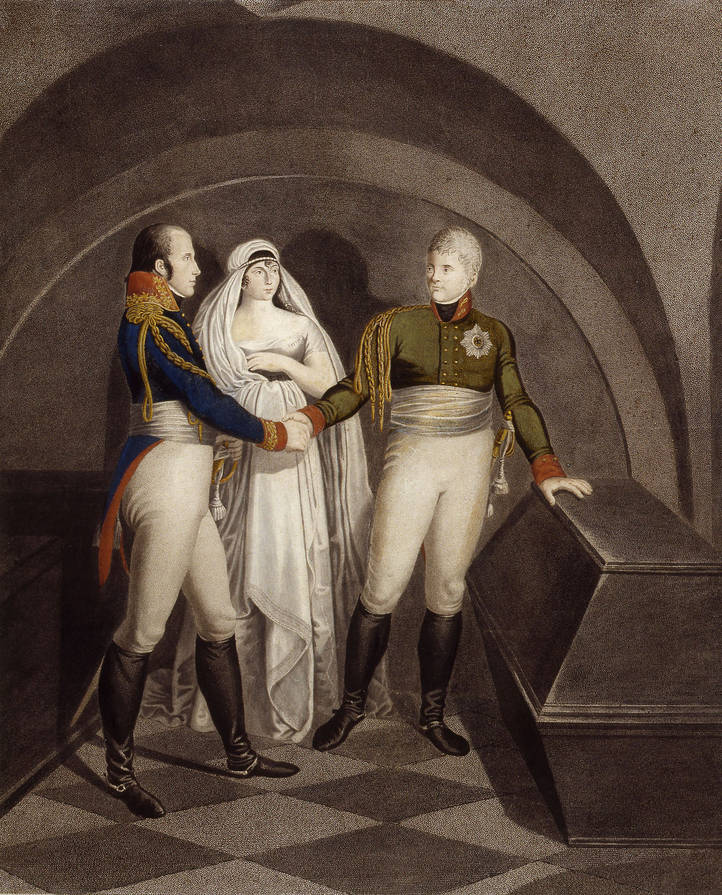
Zar Alexander I. ehrt zusammen mit König Friedrich Wilhelm III. und Königin Luise das Grab Friedrichs des Großen (1805)
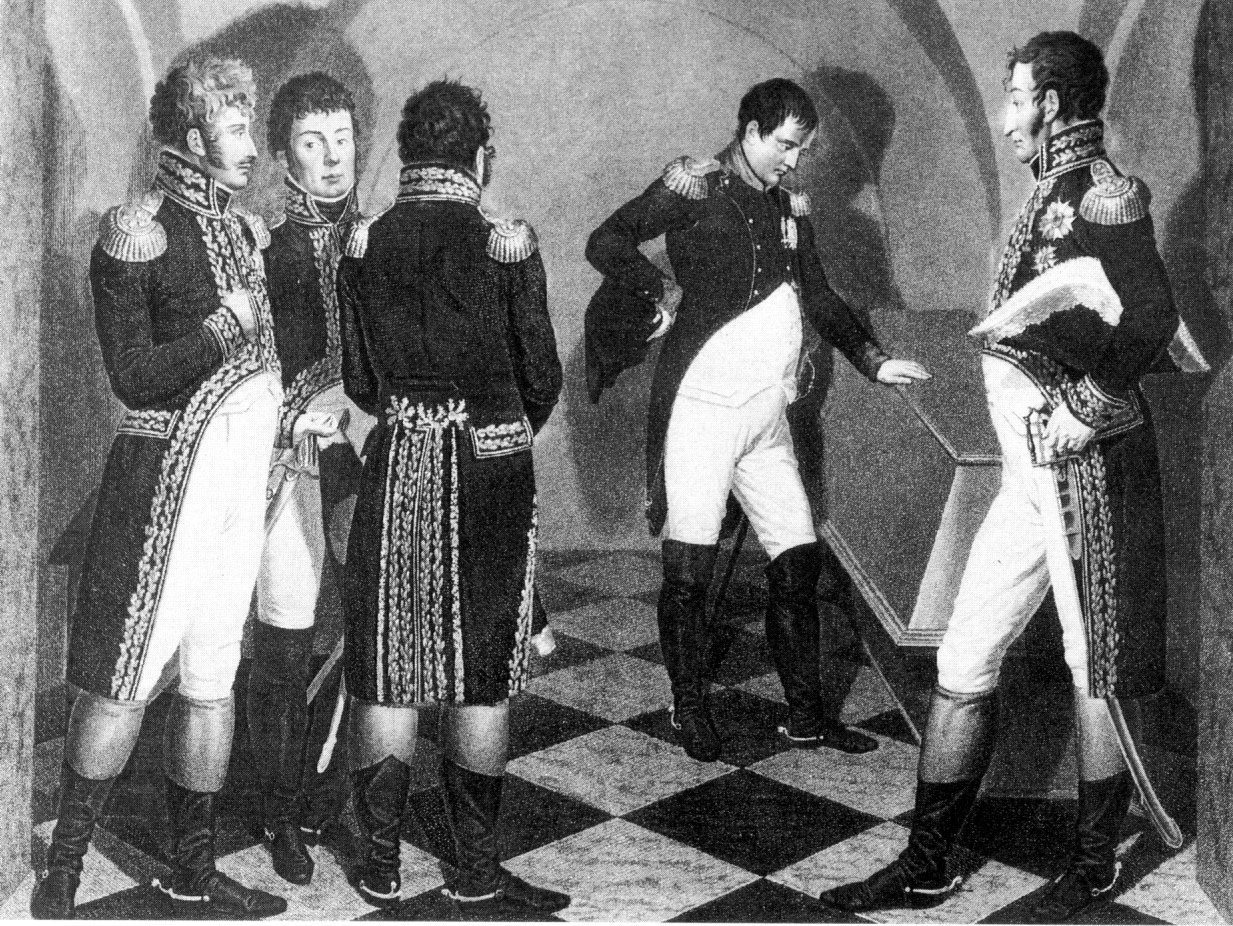
Napoleon Bonaparte am Sarg Friedrichs des Großen (1806)
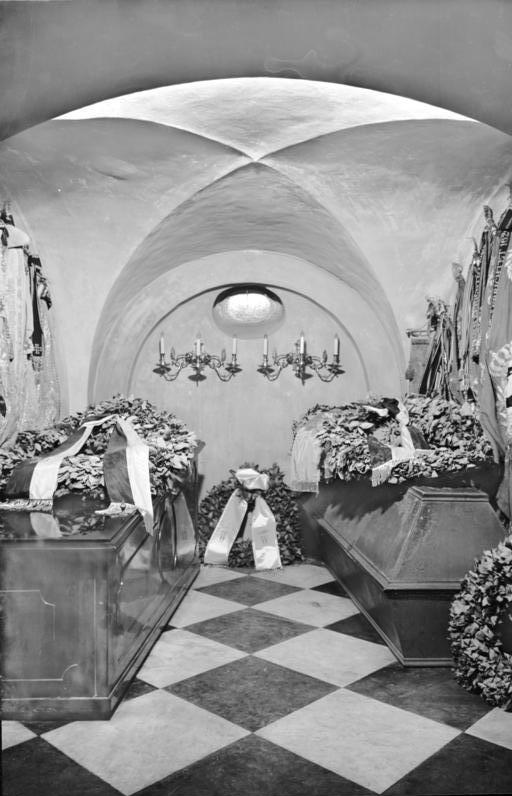
Fotografie der Königsgruft (1928 bis 1944)

#### Umbau unter Wilhelm II.

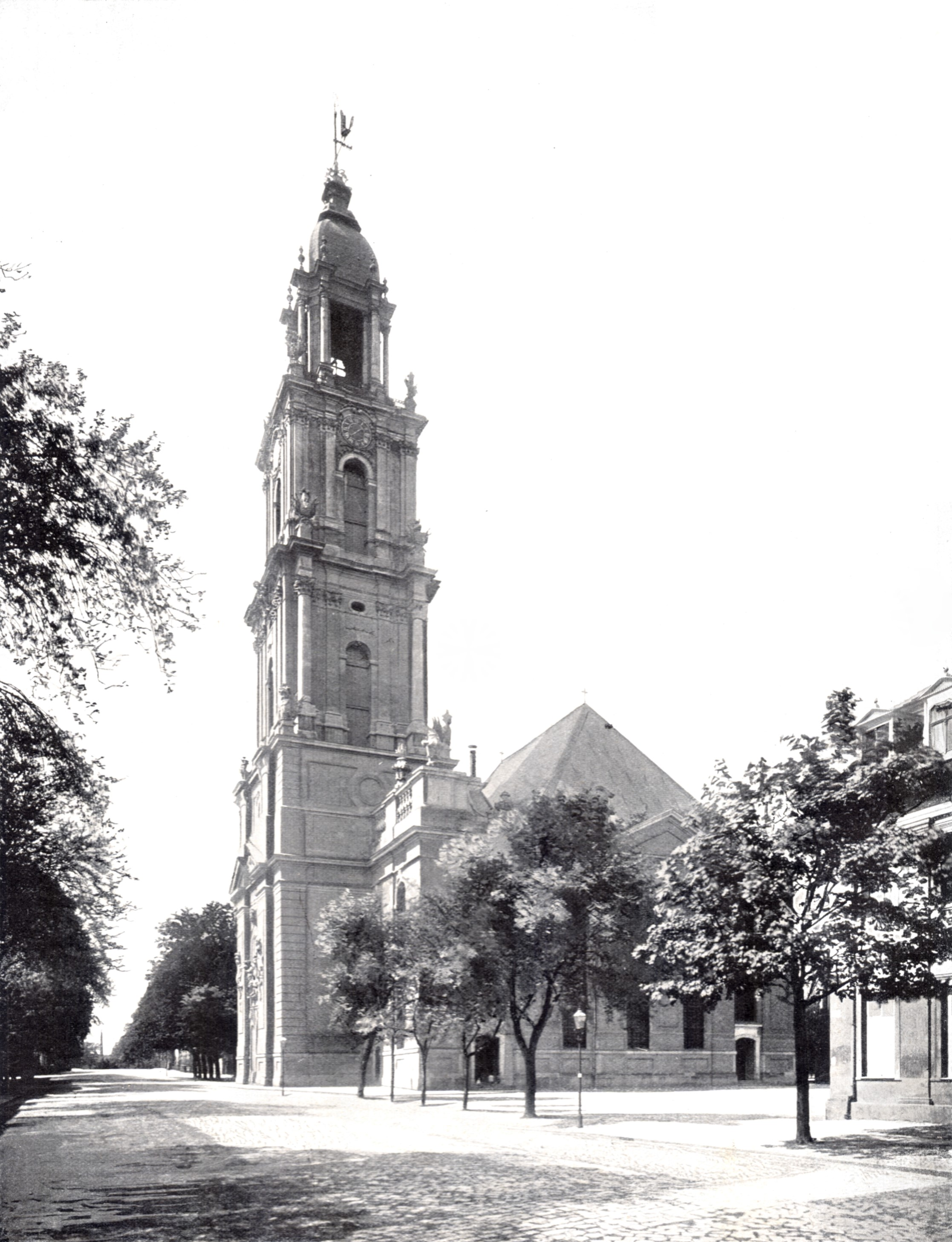
Die Garnisonkirche um 1900

Die Zeit um die Jahrhundertwende wurde durch das wilhelminische Bedürfnis nach Repräsentation geprägt. Die einst karg ausgestattete Garnisonkirche erfuhr nun eine neue Innenausstattung nach Entwürfen von Fritz Laske. Neben einem neuen Gestühl aus Zypressenholz, das jetzt auch angeordnet wurde, wurden die Logen wesentlich reicher ausgestaltet. Die Emporenbrüstungen erhielten Schmuck mit feinprofilierten Verzierungen, Kartuschen und eine Vergoldung. Gustav Kuntzsch aus Wernigerode führte die Holzbildhauerarbeiten aus. Neben den gestalterischen Aufgaben musste Fritz Laske auch allen neuzeitlichen Anforderungen (beispielsweise Brandschutz, Heizung, Beleuchtung und Verbesserung der Sichtverhältnisse auf den Emporen) gerecht werden.
Die Wagnersche Orgel wurde von 42 auf 46 Register vergrößert, in ihrem Prospekt jedoch nicht verändert.
Nach den Einigungskriegen war die Zahl der im Kirchenschiff ausgestellten Trophäen auf 117 französische, 25 dänische Fahnen und 7 österreichische Feldzeichen angewachsen.
Der Turm wurde 1890 zunächst instand gesetzt und erhielt 1907 ein schmiedeeisernes Portalgitter, das heute noch erhalten ist. Damit waren die baulichen Veränderungen abgeschlossen.
Die direkten baulichen Zuwendungen Wilhelms II. unterstrichen die herausgehobene Stellung, die das Gebäude als Hofkirche genoss. Im Zentrum der Offiziers- und Residenzstadt Potsdam, „deren Identität sehr stark deutschnational, monarchistisch und militaristisch geprägt war“, blieb „die Garnisonkirche […] bis zu ihrem Untergang das, was sie seit ihrer Errichtung war: Ausdruck eines kriegerisch verstandenen Bündnisses von Thron und Altar […].“ (Martin Sabrow: Interview mit der PNN vom 5. 7. 2017). Über ihre Bestimmung als Gotteshaus hinaus musste sie seit dem späten 19. Jahrhundert auch als eine Art preußisches Walhalla gelten.

#### In der Weimarer Republik
In der Weimarer Zeit wurde die Garnisonkirche zu einer Wallfahrtsstätte für die Gegner der Weimarer Republik, wie sonst kaum ein anderes Gebäude in Deutschland. Sie stand sinnbildlich für den sogenannte Geist von Potsdam, der die preußischen Regentschaften Friedrich Wilhelms I. und Friedrichs II. (1713 bis 1786) idealisierte und autoritäre Herrschaftsformen sowie ein starkes Militär einforderte. Es war die kämpferisch formulierte Gegenthese zum Geist von Weimar, der sich für ein demokratisches Deutschland einsetzte. Der Stahlhelm, Bund der Frontsoldaten, der Deutsche Reichskriegerbund Kyffhäuser oder auch der Alldeutsche Verband hielten hier ihre Versammlungen ab. Am 24. November 1919 organisierte zudem die Deutschnationale Volkspartei (DNVP) eine Gegenveranstaltung zur Gründung der Weimarer Republik, bei der als Hauptredner Erich Ludendorff auftrat.
So wurden von unbekannter Hand im Juli 1919 die französischen Trophäen aus der Kirche entfernt und blieben unauffindbar. Sie hätten nach Artikel 245 des Versailler Vertrages an Frankreich zurückerstattet werden müssen. An ihrer Stelle wurden Fahnen untergegangener preußischer Regimenter angebracht.
Daneben etablierte sich die Garnisonkirche als Stätte der Kirchenmusik im 20. Jahrhundert. Einen besonderen Beitrag dazu leistete Otto Becker, der von 1910 bis 1945 als Organist wirkte und das Glockenspiel bediente. Otto Becker spielte von 1915 bis 1933 auch die Orgel der Synagoge in Potsdam. In der Garnisonkirche erklangen zu dieser Zeit über 2000 Glockenkonzerte, es fanden Orgelkonzerte, Oratorienaufführungen, geistliche Konzerte sowie Kammermusiken statt.
Von 1925 bis 1930 erfolgte eine große äußere Instandsetzung der Garnisonkirche unter Leitung des Architekten Karl Daubitz. Dabei sind eine Reihe von Aufmaßzeichnungen und hunderte von Detailfotos entstanden, die erhalten geblieben sind.

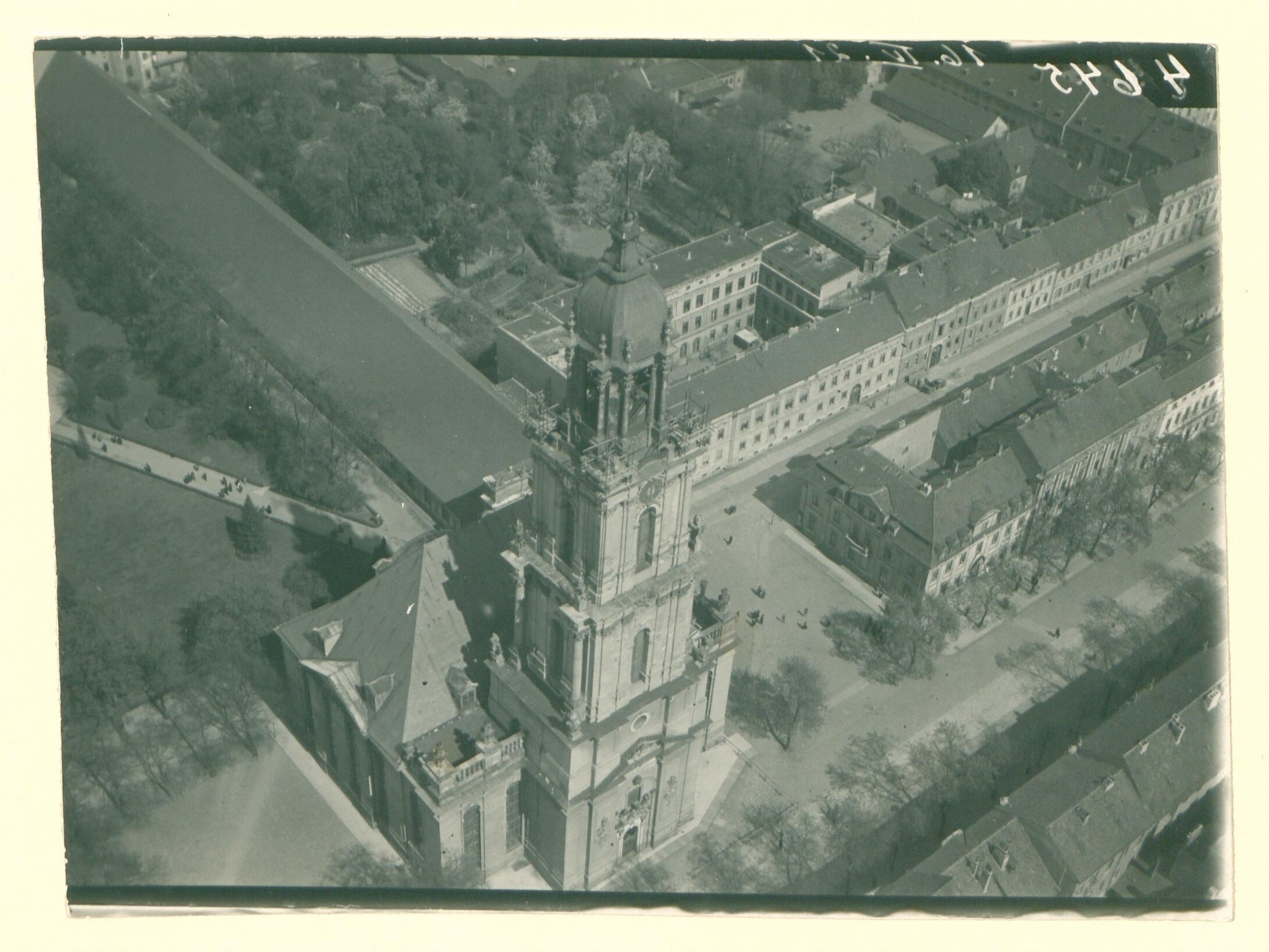
Luftaufnahme der Garnisonkirche (1919)
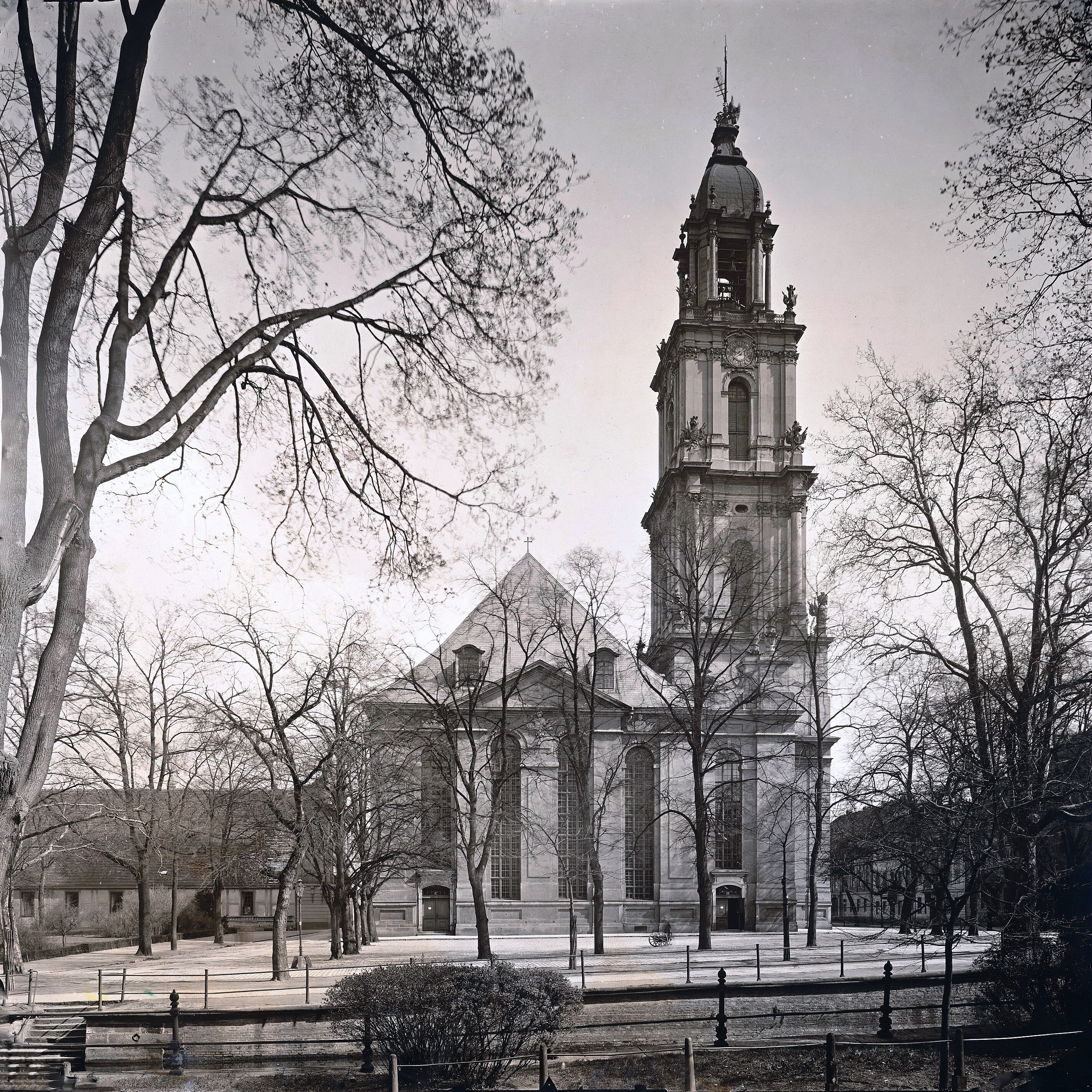
Garnisonkirche von Westen, links daneben sind die Plantage und dahinter der Lange Stall zu erkennen (1920)
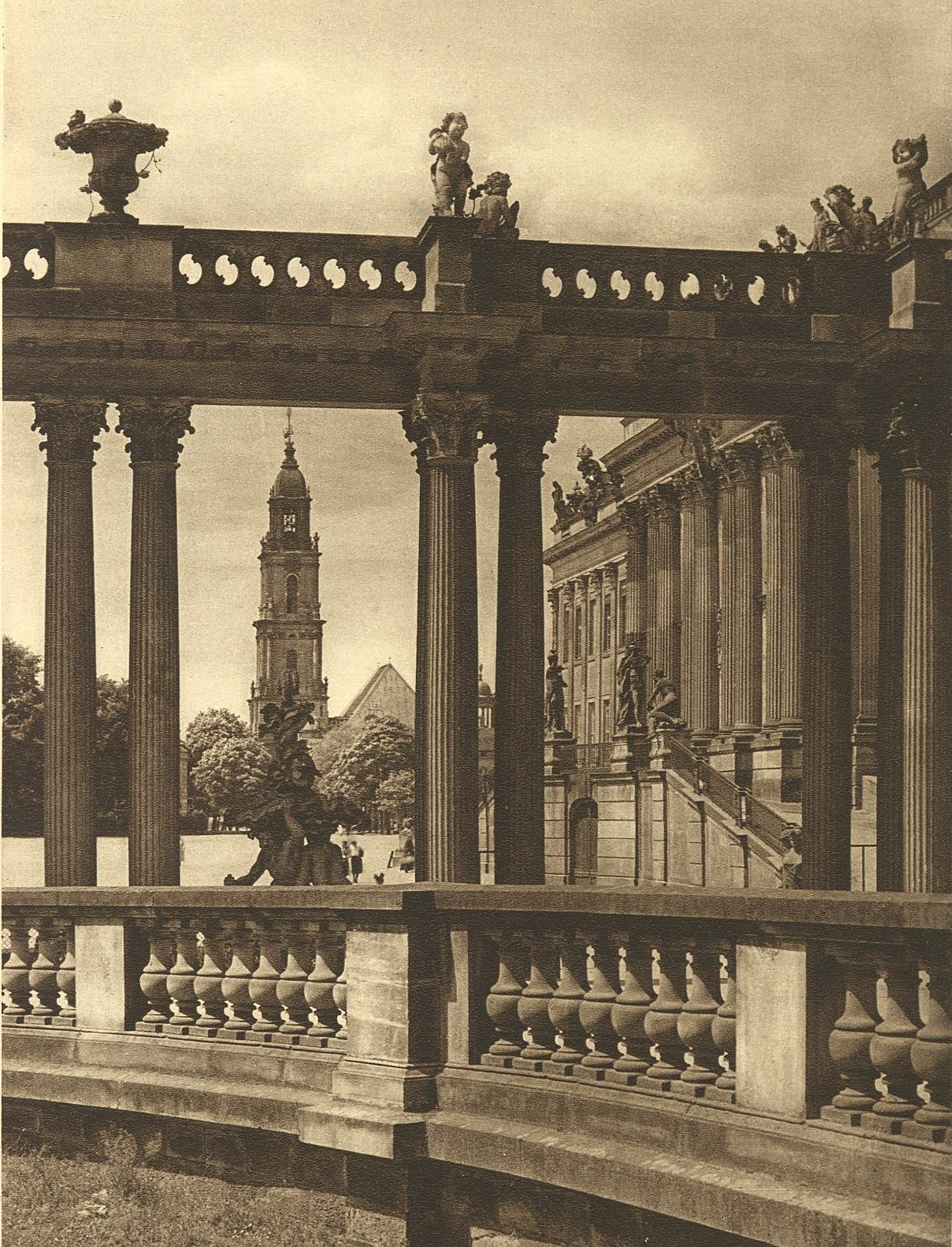
Die Garnisonkirche vom Stadtschloss aus gesehen (1924)
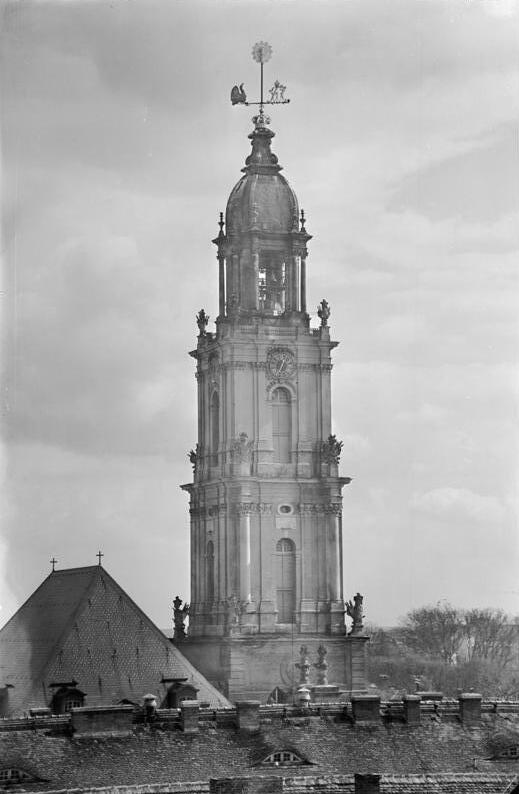
Der Turm der Kirche ragt über die Dächer (zwischen 1928 und 1944)

#### In der Zeit des Nationalsozialismus

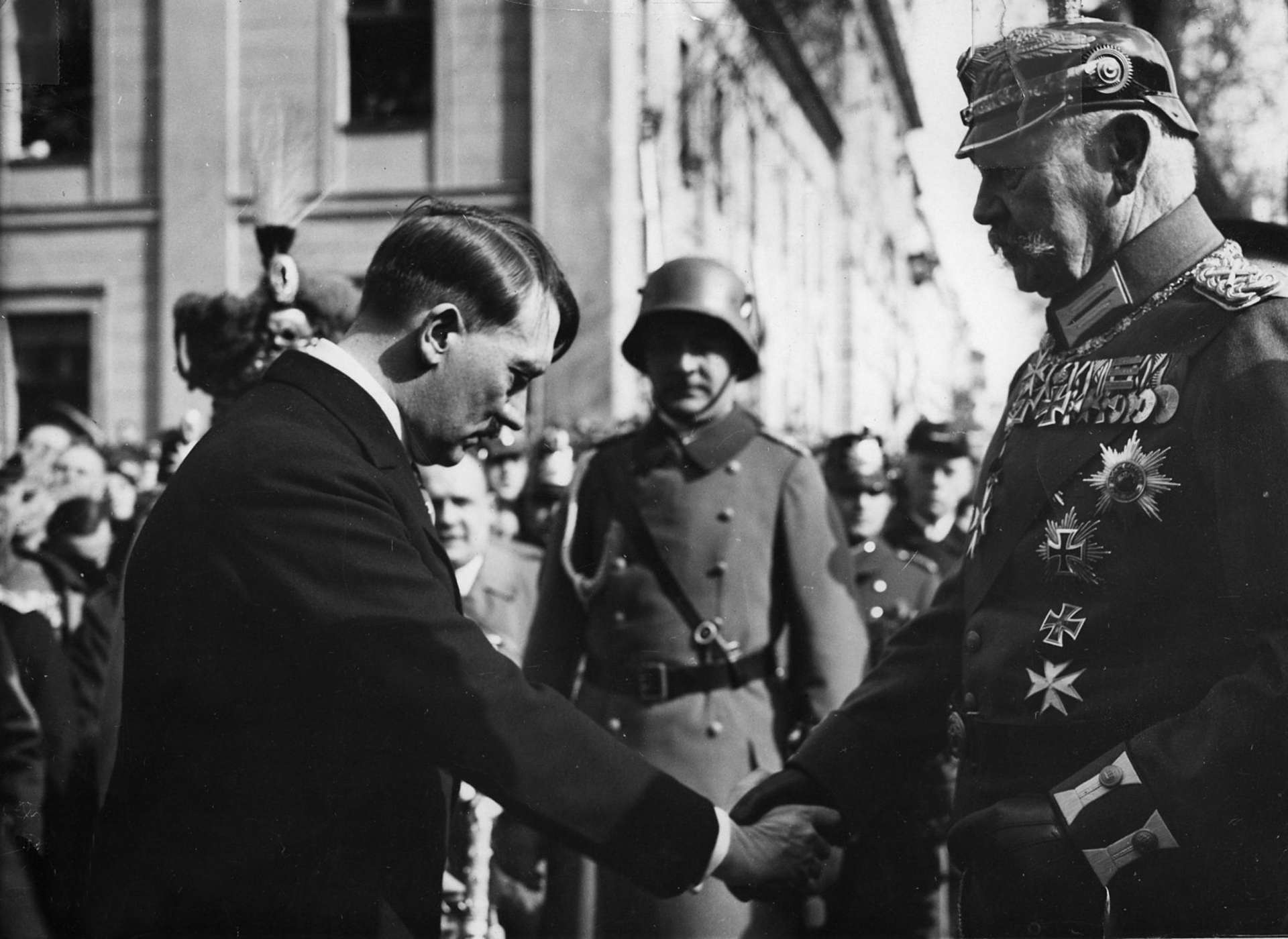
Handschlag zwischen Adolf Hitler und Paul von Hindenburg 1933 am Tag von Potsdam vor der Garnisonkirche

Bei den Reichstagswahlen vom 5. März 1933, die in einem Klima von Rechtsunsicherheit und Gewalt stattfanden, erhofften sich die Nationalsozialisten die absolute Mehrheit der Stimmen. Damit sollte die Selbstauflösung des Parlaments durchgesetzt werden, um endgültig den Weg in die Diktatur beschreiten zu können. In der Folge des Reichstagsbrandes in der Nacht vom 27. auf den 28. Februar beschloss das Reichskabinett auf Vorschlag Hitlers, die Reichstagseröffnung nach Potsdam zu verlegen. Am 2. März fiel im Kabinett die Vorentscheidung für die Garnisonkirche als Tagungsort. Als Zeitpunkt wurde ein Termin Anfang April ins Auge gefasst. Nach Protesten der evangelischen Kirchenleitung um Otto Dibelius, die auch Reichspräsident Paul von Hindenburg unterstützte und Einwänden des monarchistischen Preußenbundes, wurden die Pläne fallen gelassen. Stattdessen sollte in der Garnisonkirche lediglich ein feierlicher Staatsakt durchgeführt werden und der Reichstag anschließend im benachbarten Langen Stall offiziell zusammentreten.

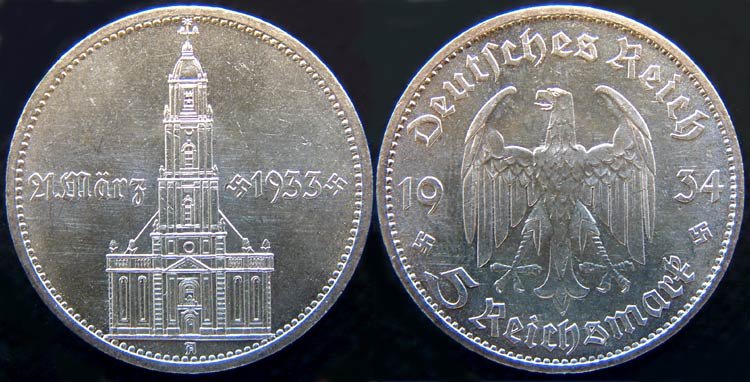
Eine 5-Reichsmark-Münze mit dem Tag von Potsdam in der Garnisonkirche

Am 8. März entschieden dann Hitler, Hermann Göring und Wilhelm Frick bei einem Ortsbesuch in Potsdam die Pläne erneut zu ändern. Unter Bezug auf die erste Reichstagseröffnung 1871 durch Kaiser Wilhelm I. im Weißen Saal des Berliner Schlosses wurde der 21. März als Termin festgesetzt.
Höhepunkt der Feierlichkeiten war ein Staatsakt in der Garnisonkirche mit Reichspräsident Paul von Hindenburg, Reichskanzler Adolf Hitler, den Mitgliedern seiner Regierung und den Reichstagsabgeordneten mit Ausnahme der Abgeordneten der SPD und der KPD sowie geladenen Gäste aus dem öffentlichen Leben, der Wirtschaft und der Reichswehr. Damit ähnelte die Zusammenkunft dem Empfang der neuen Reichstagsabgeordneten beim Kaiser, wie es vor 1918 der Brauch gewesen war. Die eigentliche konstituierende Sitzung des Reichstags folgte am Nachmittag in der Berliner Krolloper, die seit dem Reichstagsbrand als Ersatz für das Reichstagsgebäude diente.
Der stark von militärischen Traditionen geprägten Staatsakt in Potsdam mit Reden Hindenburgs und Hitlers und einer großen Militärparade wurde reichsweit im Radio live übertragen und von NS-Propagandaminister Joseph Goebbels als Tag von Potsdam inszeniert.
Der Handschlag Hitlers und Hindenburgs vor der Garnisonkirche wurde fotografisch festgehalten und später von der NS-Propaganda zum symbolischen Händedruck stilisiert. Die Nazis, die ihre Macht noch nicht gefestigt sahen, sahen im Staatsakt in der Garnisonkirche die Chance, eine Annäherung zwischen Hitler und Hindenburg zu inszenieren und die 1932 im Reichspräsidenten-Wahlkampf noch heftige Spaltung des Mitte-Rechts-Lagers, als überwunden darzustellen. Der damalige französische Botschafter André François-Poncet bezeichnete die Veranstaltung in der Garnisonkirche als „Potsdamer Komödie“.
Gleichzeitig blieb die Garnisonkirche von hoher symbolischer Bedeutung für die sich in Abgrenzung vom Nationalsozialismus mit Monarchie und Preußentum verbunden fühlenden Teile der Rechten Deutschlands. So waren zahlreiche Offiziere des traditionsreichen Infanterie-Regiment 9, aus dem später zahlreiche Widerstandskämpfer gegen den Nationalsozialismus hervorgingen, Mitglieder der Kirchgemeinde. Ihr gehörten insgesamt 30 Personen des 20. Juli 1944 an, darunter Kurt von Plettenberg, Helmuth James von Moltke und Henning von Tresckow.
Anlässlich der Konfirmation seines Sohnes in der Garnisonkirche am 11. April 1943 erklärte von Tresckow in seiner Rede, dass das wahre Preußentum eine „Synthese aus Bindung und Freiheit, […] zwischen Stolz auf das Eigene und Verständnis für Anderes“ und vom christlichen Denken nicht zu trennen sei. Man könne das „gerade jetzt nicht ernst genug betonen“ und dafür sei „unsere alte Garnisonkirche Symbol.“ (Henning von Tresckow: Auszug aus der Konfirmationsrede). Am 23. April 1943 schrieb der damals bereits verhaftete Widerstandskämpfer Hans von Dohnanyi an Dietrich Bonhoeffer über die gemeinsamen Erinnerungen an „schöne, ernste Stunden in der Garnisonkirche“.
Kritiker messen der Garnisonkirche insoweit jedoch keine besondere Bedeutung bei, da es zwischen der Stadt Potsdam und dem Widerstand des 20. Juli 1944 zwar viele Verbindungen gab, ein Einfluss der Garnisonkirche aber nicht belegt sei und für konspirative Treffen ohnehin private Räume genutzt wurden.

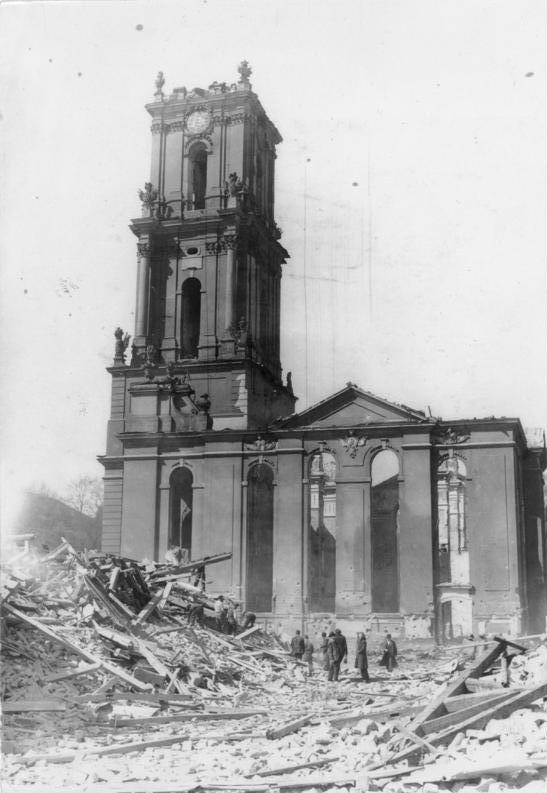
Die ausgebrannte Garnisonkirche nach der Bombardierung im Jahr 1945

#### Zerstörung durch den Luftangriff vom 14. April 1945
Beim britischen Luftangriff auf Potsdam in der Nacht vom 14. auf den 15. April 1945 sah es zunächst so aus, als sei die Kirche unbeschädigt geblieben. Allerdings stand der benachbarte Lange Stall in Flammen und im Verlauf drang das Feuer durch die zersplitterten Fenster in das Kirchenschiff. Dort brannten zunächst die hölzernen Emporen, dann das Dach und schließlich der Turm. Dort befanden sich die hölzernen Klappen zur Belüftung der Spielwalze des Glockenspiels, die zur raschen Verbreitung des Feuers beitrugen. Wegen der beim Angriff beschädigten Wasserleitungen reichte der Wasserdruck nicht aus, um den Brandherd zu erreichen. So brannte der Turm langsam von oben nach unten durch, bis schließlich auch das hölzerne Gebälk des Kirchenschiffs in Flammen stand.
Die einzelnen Glocken des Glockenspiels begannen sich zu lösen und stürzten fast 80 Meter in die Tiefe. Als die lichterloh brennende Turmspitze aus Eichenholz vom Turm stürzte, war das wertvolle Instrument endgültig verloren. Der Brand vernichtete den gesamten Innenraum der Kirche. Durch die enorme Hitze explodierte schließlich ein Blindgänger im Kirchenschiff. Von der Kirche blieb lediglich eine Ruine, bestehend aus den Umfassungsmauern des Kirchenschiffs und dem hochaufragenden gemauerten Turmstumpf. Es gelang zu Beginn des Brandes noch einige Gegenstände wie Kruzifix, Leuchter und Altartisch in Sicherheit zu bringen.
Die Särge Friedrichs des Großen und Friedrich Wilhelms I., waren bereits 1943 in die bombensichere Bunkeranlage Kurfürst des Oberkommandos der Luftwaffe nach Wildpark-West gebracht worden. Bis 1952 wurden sie über verschiedene Stationen zur Burg Hohenzollern bei Hechingen überführt. Am 17. August 1991 wurde der Sarg Friedrich Wilhelms I. im Kaiser-Friedrich-Mausoleum an der Friedenskirche und der Sarg Friedrichs II. an der von ihm bestimmten Gruft auf der oberen Terrasse von Schloss Sanssouci beigesetzt.

#### Nachkriegszeit und Deutsche Demokratische Republik bis zum Abriss 1968
Die in ihrem Bestand stark reduzierte Zivilgemeinde der Garnisonkirche erhielt nach dem Krieg durch Verhandlungen mit der Provinzialregierung des Landes Brandenburg zunächst alle Grundstücke der Gemeinde.
Am 25. Juli 1949 beschloss der Gemeindekirchenrat die Umbenennung der Kirche in Heilig-Kreuz-Kirche. Ein knappes Jahr später zog die Heilig-Kreuz-Gemeinde in eine im Turm hergerichtete Kapelle ein. Mit Hilfe von zwei neu gegossenen Glocken konnte wieder zum Gottesdienst gerufen werden. Besucher konnten nach Anmeldung beim Küster den etwa 60 Meter hohen Turm besteigen.
Abgesehen von der Kirchenruine war auch der bauliche Zustand des Gemeindehauses, der Pfarrhäuser sowie der beiden Wohnhäuser sehr schlecht. Die Kirchengemeinde bemühte sich um Reparaturen und plante eine Instandsetzung. Zu diesem Zweck konnten Beihilfen nicht nur von kirchlicher, sondern auch von staatlicher Seite eingeworben werden.
In den 1960er-Jahren begann schließlich die Herrichtung der Kirchenruine. Die Bauarbeiten für fünf neue Zwischendecken im Turm wurden jedoch durch einen 1966 verhängten Baustopp unterbrochen. Dessen ungeachtet nutzte die Heilig-Kreuz-Gemeinde das Gebäude bis 1968 weiter für Gottesdienste und das Gemeindeleben.
Die Sicherung der Turmruine kostete nach Angaben der damaligen Oberbürgermeisterin Potsdams, Brunhilde Hanke, jährlich 25.000 Mark. Während die Stadt Potsdam eine Restaurierung des Turms und des Glockenspiels befürwortete, drang die SED-Bezirksleitung 1966 auf den Abriss. Auf Bitten der Stadt setzte sich Klaus Gysi, Minister für Kultur, bei der SED-Leitung noch für einen Erhalt des Kirchturms ein, konnte sich jedoch damit nicht durchsetzen.
Am 12. August 1966 beschloss die Bezirksleitung Potsdam der SED die Beseitigung der Ruine, ohne dies jedoch öffentlich zu machen. Walter Ulbricht, der erste Sekretär des Zentralkomitees der SED, besuchte 1967 die Stadt und fragte bei einer dreistündigen Debatte über die städtebauliche Gestaltung Potsdams, „was die Ruine dort noch zu suchen habe“. Sie müsse, so erklärte der preußen- und kirchenfeindliche Ulbricht, ebenso wie die übrigen Potsdamer Kriegsruinen aus dem Stadtbild verschwinden. Denn die Kirche störe die Entstehung eines sozialistisch geprägten Potsdamer Stadtkerns.
Trotz heftigen Widerstands von Kirchenvertretern, Denkmalschützern, Architekten und Bürgern in und außerhalb der DDR beschloss die Stadtverordnetenversammlung am 26. April 1968 die Sprengung der verbliebenen Reste der Garnisonkirche. Bemerkenswert war, dass dieser Beschluss keineswegs, wie damals in der DDR üblich, einstimmig, sondern mit vier Gegenstimmen gefasst wurde. Den letzten Gottesdienst in der Heilig-Kreuz-Kapelle hielt Pfarrer Uwe Dittmer im April 1968.
Beginnend am 14. Mai 1968 wurde in mehreren Abschnitten zunächst das Kirchenschiff gesprengt. Der erste Sprengversuch des Turms am 19. Juni 1968 missglückte, es blieb eine Hälfte stehen. Erst die zweite Sprengung am 23. Juni 1968 ließ den Turm endgültig zusammenstürzen. Direkt im Anschluss an die Beseitigung der Kirche begann die zuvor geplante Errichtung des Rechenzentrums Potsdam, die sich wegen des schlechten Baugrunds bis 1971 hinzog.

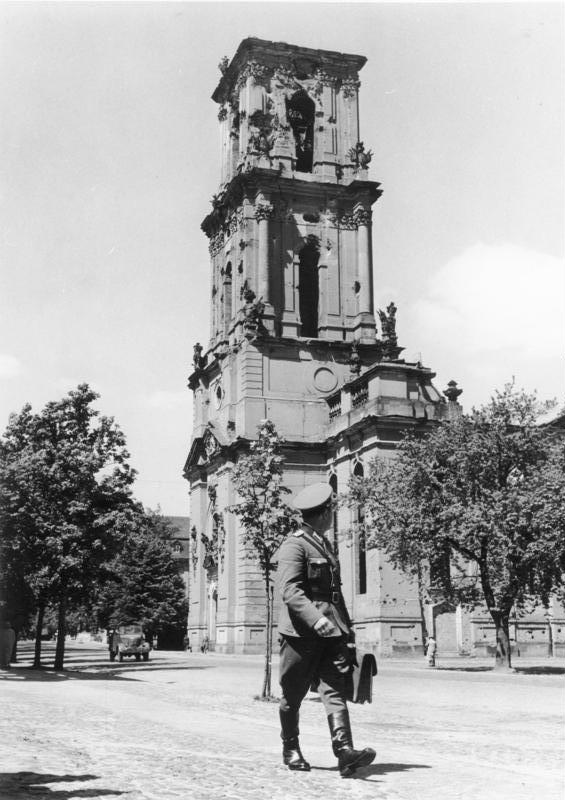
Die Ruine der Garnisonkirche an der Breiten Straße (1960)
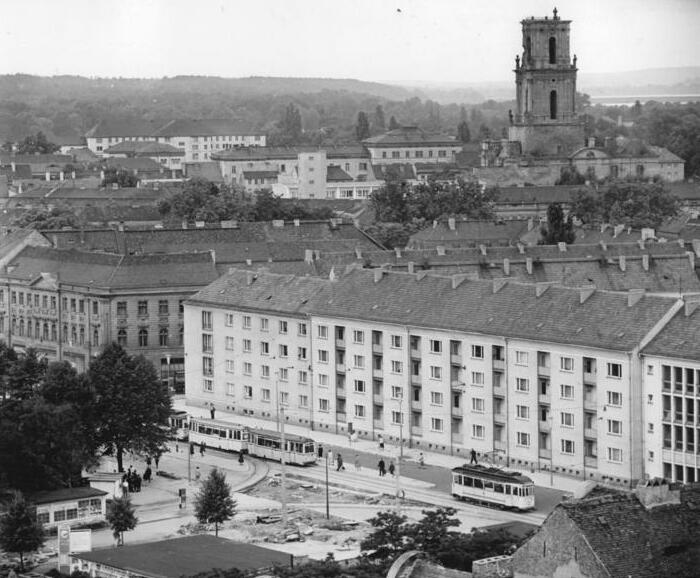
Umgestalteter Platz der Einheit mit der Ruine der Garnisonkirche im Hintergrund (1963)
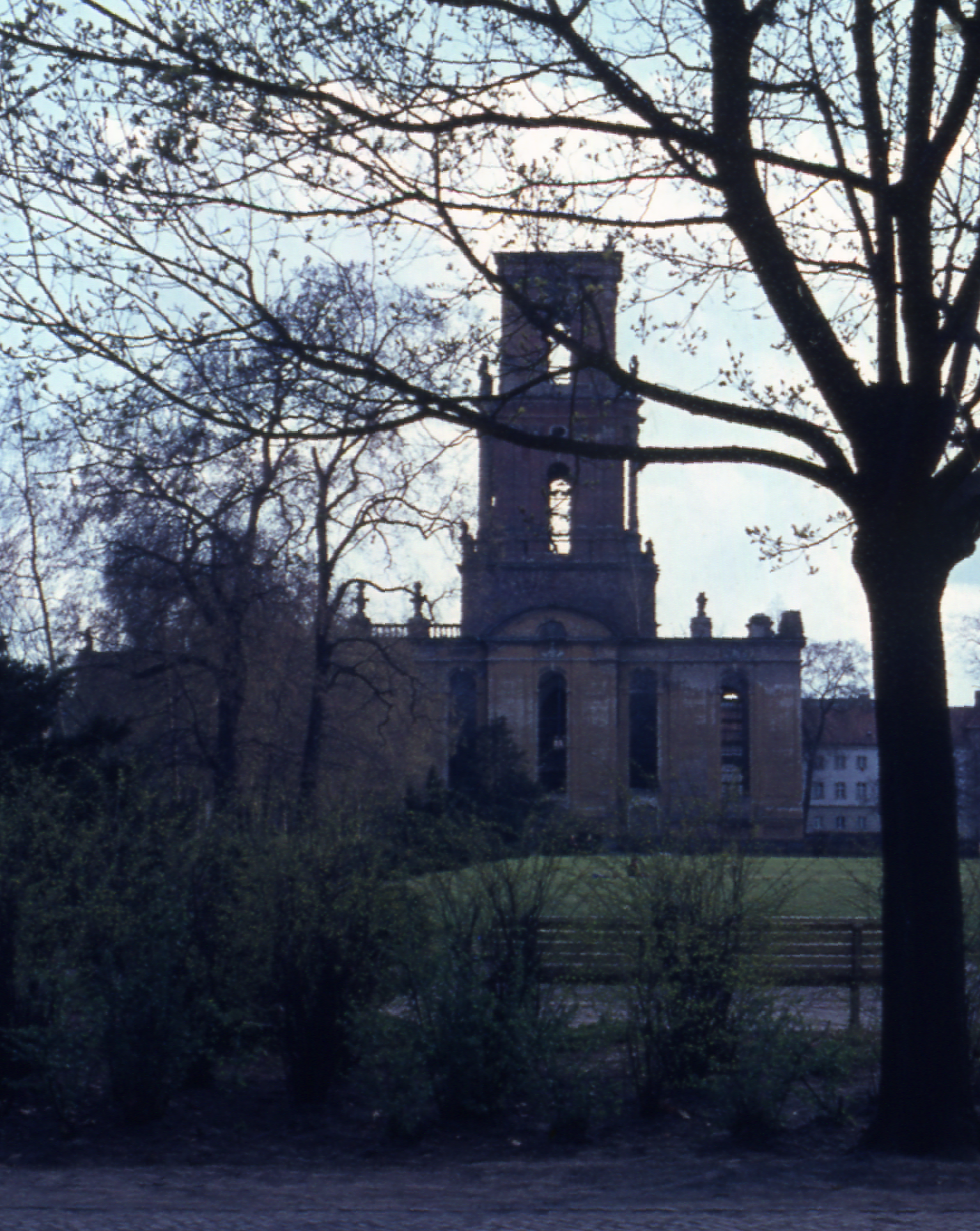
Farbfotografie der Ruine der Garnisonkirche (1966)

### Wiedererrichtung

#### Initiativen zur Wiedererrichtung der Garnisonkirche
Die Idee zum Wiederaufbau der Garnisonkirche geht auf die Initiative von Max Klaar zurück, einem ehemaligen Bundeswehroffizier und späteren Vorsitzenden des rechtsextremistischen Verbands Deutscher Soldaten. Im Dezember 1984 gründete er die Traditionsgemeinschaft Potsdamer Glockenspiel (TPG) mit, die sich für eine Rekonstruktion des 1945 zerstörten Geläuts einsetzte. Nach dem Mauerfall 1989 warb Klaar für die Idee der Wiedererrichtung der Garnisonkirche in Potsdam. Bereits am 3. März 1990 hielt er dazu eine Rede auf dem Landesparteitag der CDU Brandenburgs.
Am 23. Juni 1990 erinnerte das Neue Forum mit einer Veranstaltung an die Sprengung der Garnisonkirche im Jahr 1968. Am 24. Oktober 1990 fasste die Potsdamer Stadtverordnetenversammlung einen Beschluss zur Wiederannäherung an das historische Stadtbild. Am 14. April 1991 übergab die TPG der Landeshauptstadt Potsdam das rekonstruierte Glockenspiel, das auf der Plantage aufgestellt wurde. Anschließend sammelte sie Spenden für den Wiederaufbau der Garnisonkirche.
Zwischen der TPG und Max Klaar einerseits sowie der evangelischen Landeskirche und der Stadt Potsdam andererseits konnte jedoch keine Einigung über die spätere Nutzung der Garnisonkirche erzielt werden. Die evangelische Kirche erstellte ein Konzept, das die Nutzung der wiederaufzubauenden Garnisonkirche für Stadtkirchenarbeit, Symbolkirchenarbeit sowie Friedens- und Versöhnungsarbeit festlegte. Da die TPG diese Nutzung ablehnte, beendete Klaar im Jahr 2005 die Spendensammlung und veranlasste die Auflösung des Vereins.
Die Unterstützer des Wiederaufbaus der Garnisonkirche traten am 15. Januar 2004 mit dem Ruf aus Potsdam an die Öffentlichkeit. Der Aufruf wurde von mehr als 100 Persönlichkeiten aus Brandenburg und Berlin unterzeichnet. Schirmherren der Wiederaufbau-Initiative waren der damalige Bischof Wolfgang Huber, Matthias Platzeck und Jörg Schönbohm, seinerzeit Ministerpräsident beziehungsweise Innenminister des Landes Brandenburg. Im Februar 2004 gründeten dann Potsdamer und Berliner Bürger auf Initiative des Industrieclubs Potsdam e. V. mit Unterstützung der Evangelischen Landeskirche und der Landeshauptstadt Potsdam die Fördergesellschaft für den Wiederaufbau der Garnisonkirche e. V. Leitfaden für ihre Arbeit ist der Ruf aus Potsdam. Im Jahr 2005 folgte dann schließlich eine symbolische Grundsteinlegung, mit der der Start der Wiederaufbaukampagne öffentlich gefeiert wurde.
Die darauf folgende Spendenkampagne wurde von zahlreichen Prominenten, darunter Günther Jauch, Wolfgang Joop und Christian Thielemann, unterstützt. Die britische Königin Elisabeth II., Angela Merkel und Lea Rosh spendeten Ziegelsteine für den Wiederaufbau. Im Januar 2018 bekannten sich die mehrfache Olympiasiegerin im Eiskunstlauf Katarina Witt sowie die Schriftstellerin Helga Schütz zum Wiederaufbau der Potsdamer Kirche. Den Aufruf zum Wiederaufbau haben etwa 25.000 Menschen öffentlich unterschrieben.
Am 23. Juni 2008 wurde im Anschluss an einen Gottesdienst mit Bischof Huber die kirchliche Stiftung Garnisonkirche Potsdam (SGP) mit dem Zweck der Wiedererrichtung des Bauwerks in Anwesenheit zahlreicher prominenter Persönlichkeiten gegründet. Das Datum für die Stiftungsgründung war bewusst auf den Tag genau vierzig Jahre nach der Sprengung der Ruine gelegt worden. Sie solle zukünftig als offene Stadtkirche, als Symbolkirche und als Schule des Gewissens genutzt werden. Das Kirchenparlament unterstützte den Plan der Wiedererrichtung mit einer Zweidrittelmehrheit.
Die Garnisonkirchengemeinde selbst hat sich im Sinne des Versöhnungsgedankens mit der internationalen Nagelkreuzgemeinschaft vernetzt. So entstand hinter dem ehemaligen Standort der Garnisonkirche am 25. Juni 2011 eine temporäre Kapelle mit eigener Pfarrstelle, die 2014 den Namen Nagelkreuzkapelle erhielt. Sie beherbergt neben einer für alle offenen Profilgemeinde mit mehreren hundert Mitgliedern auch eine Ausstellung zur Geschichte und Zukunft der Garnisonkirche. Direkt neben dem Baugrund wurde ein offener Erinnerungsraum eingerichtet.
Die Stadtverordnetenversammlung der Landeshauptstadt Potsdam unterstützte das Vorhaben mit den Stimmen von SPD, CDU, Grünen und Bürgerbündnis und schuf mit dem Beschluss eines entsprechenden Bebauungsplanes die rechtlichen Voraussetzungen zum Wiederaufbau.
Die Befürworter eines Wiederaufbaus führen im Wesentlichen städtebauliche Gründe an. Der Dreiklang der Potsdamer Kirchtürme der heutigen Heilig-Geist-Residenz, der Kuppel der Nikolaikirche und der Garnisonkirche sei ein unverzichtbares, charakteristisches und gliederndes Element des Denkmalensembles Stadtkern Potsdam. Zudem sei die Garnisonkirche von herausragender architektonischer Qualität. Die Vernichtung des Baus auf Anweisung der DDR-Staatsführung dürfe zudem nicht Bestand haben, sondern das Unrecht der Sprengung des Gebäudes müsse in einer freiheitlichen Gesellschaft korrigiert werden können. Wer diese Zerstörung eines Kulturdenkmals hinnehme, so der zentrale Gedanke der Aufbaubefürworter, leiste weiteren Zerstörungen Vorschub, da diese offenbar Bestand haben könnten.
Der Kritik am Symbolcharakter der Garnisonkirche für antidemokratische und autoritäre Bewegungen, halten die Befürworter des Wiederaufbaus die positiven Ereignisse hin, die in der Garnisonkirche stattfanden: die Tagung der ersten frei gewählten Stadtverordnetenversammlung und die Mitgliedschaft vieler Widerstandskämpfer des 20. Juli 1944 in der Kirchengemeinde. Der Erbauer der Garnisonkirche, König Friedrich Wilhelm I., sei zudem gar nicht mit dem preußischen Militarismus gleichzusetzen. Er stehe vielmehr für die Einführung der allgemeinen Schulpflicht, die Begründung preußischer Tugenden wie Ehrlichkeit, Sparsamkeit und Unbestechlichkeit. Im Gegensatz zu seinem Sohn Friedrich dem Großen habe er auch keine Angriffskriege geführt.
Weiterhin sei die Kirche ein bedeutsamer Ort der Geschichte, wie der Besuch Alexanders I. und Napoleons am Sarg Friedrichs des Großen, die Vereinigung von Lutheranern und Reformierten zur Preußischen Union belegten.
Die deutsche Bundesregierung gehörte ebenfalls zu den Förderern des Baus und schoss 12 Millionen Euro zum Wiederaufbau hinzu.

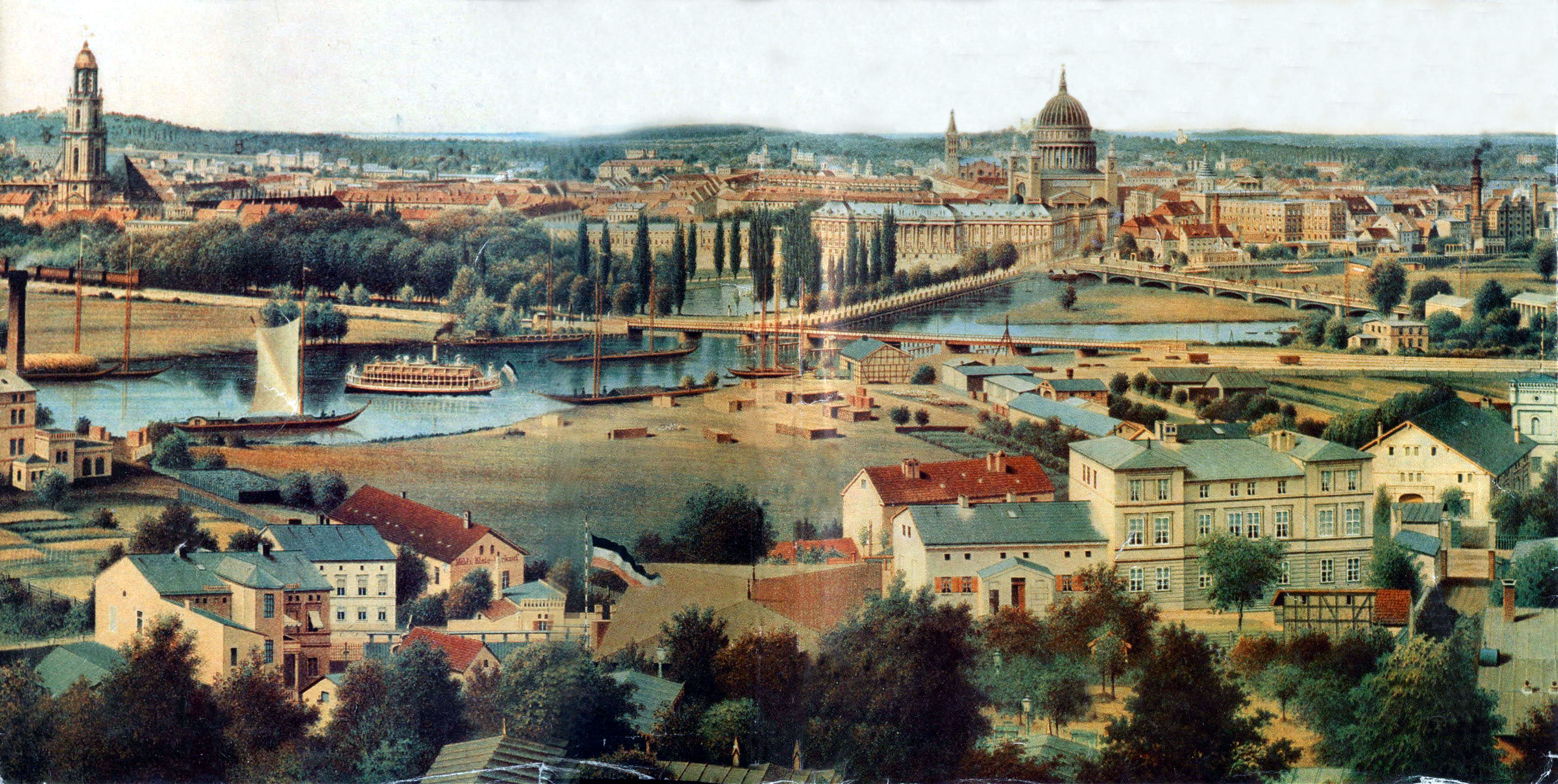
Historische Stadtansicht Potsdams mit Garnisonkirche (kolorierte Lithografie, 1865–1871)
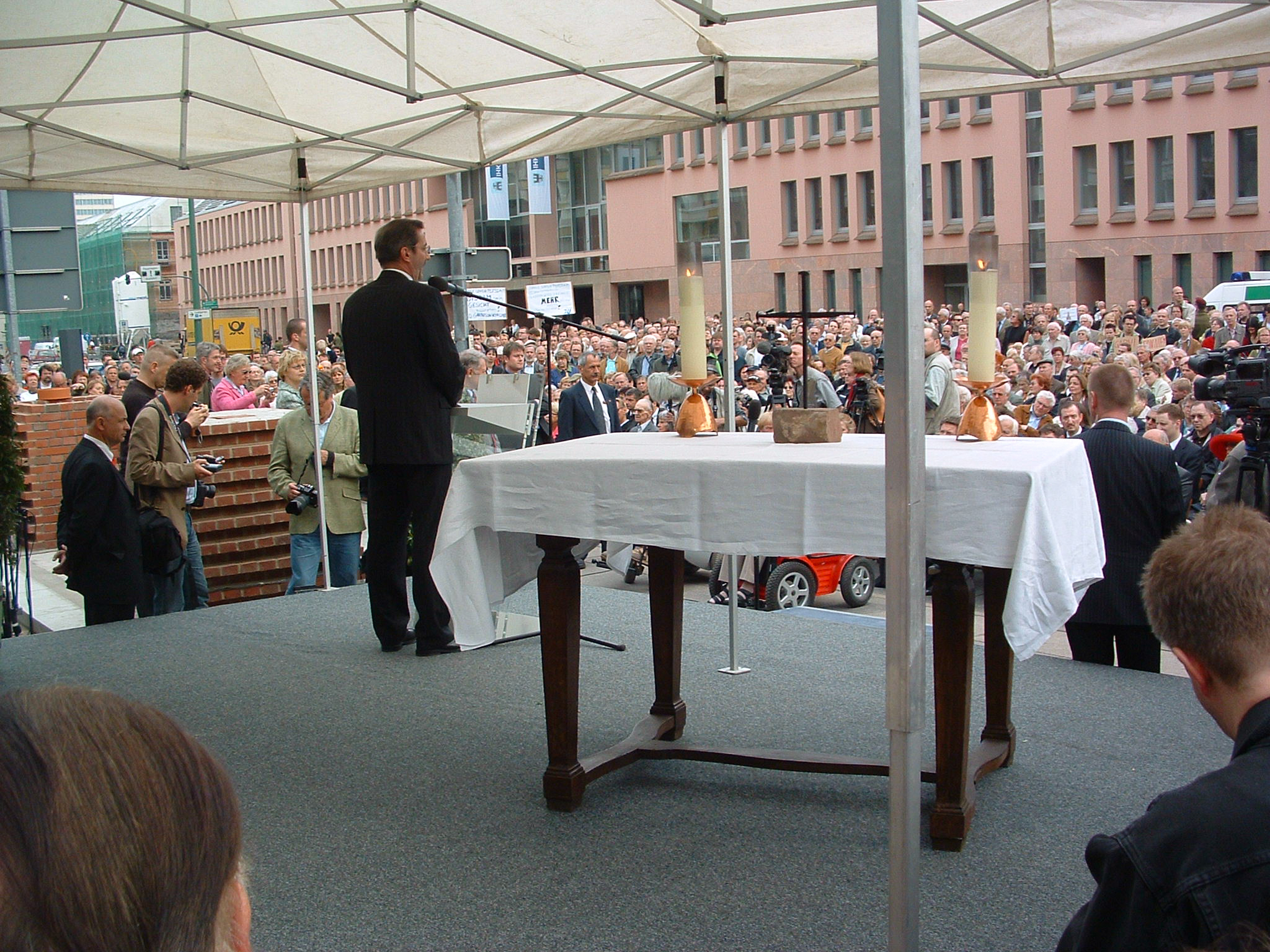
Ministerpräsident Platzeck hält eine Rede bei der Grundsteinlegung (2005)
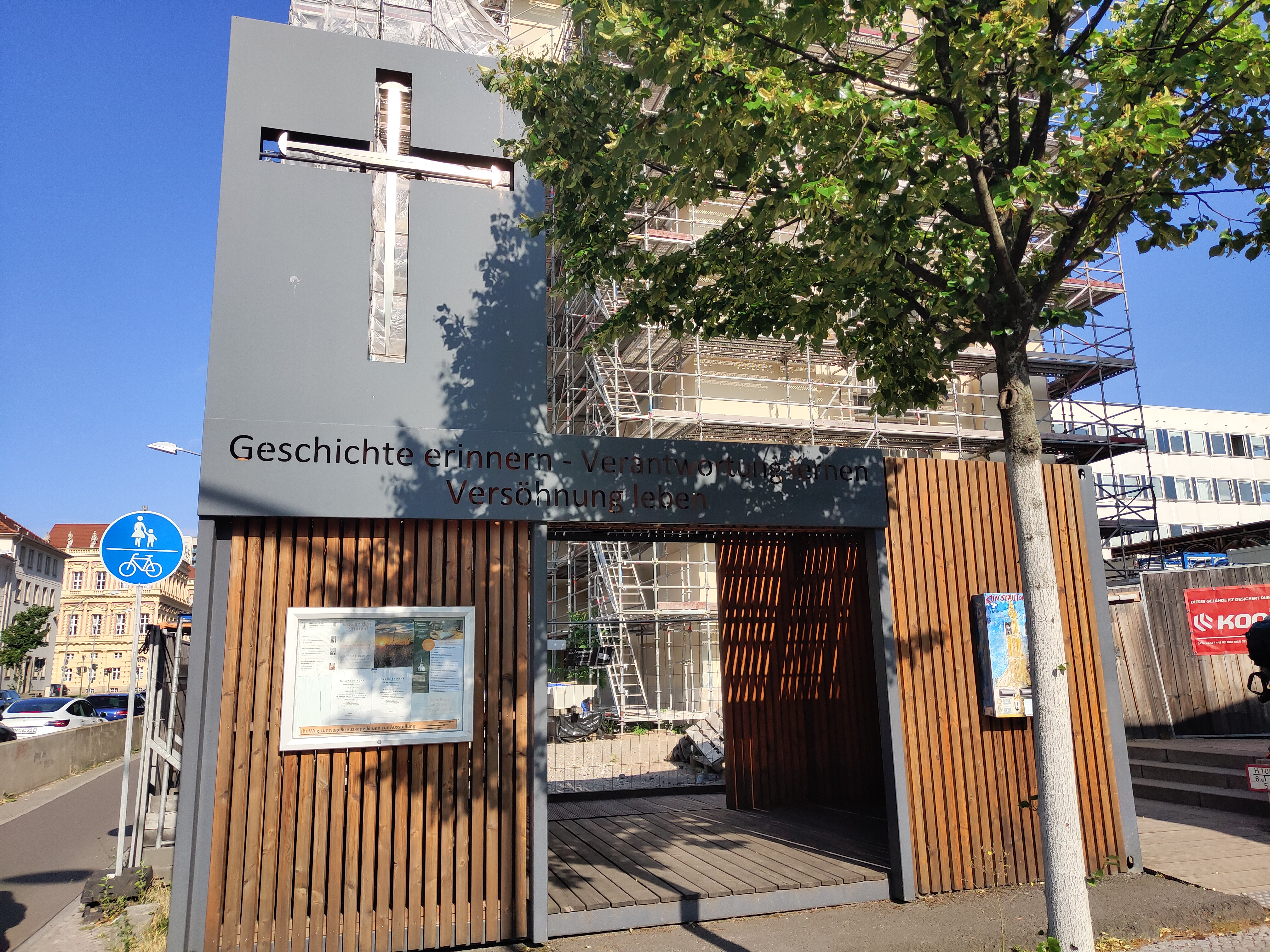
Erinnerungsraum neben dem Baugrund, mit der Inschrift «Geschichte erinnern, Verantwortung lernen, Versöhnung leben» (2023)

#### Widerstand gegen die Wiedererrichtung der Garnisonkirche
Von Beginn an regte sich Widerstand gegen das Vorhaben der Wiedererrichtung der Garnisonkirche. Eine ganze Reihe von Initiativen übte aus christlichen, geschichtlichen, politischen, kulturellen oder Gründen der Stadtentwicklung Kritik.
Zunächst steht die Garnisonkirche im Rahmen der Potsdamer Stadtpolitik in der Kritik. Ihre (teilweise) Wiedererrichtung steht im Zusammenhang mit der Politik zur sogenannten Wiedergewinnung der historischen Mitte. Dieser bereits Anfang der 1990er Jahre gefasste Beschluss sieht die schrittweise Rekonstruktion des historischen Potsdamer Stadtkerns vor. Sowohl die Veränderungen durch Kriegsschäden als auch wesentliche Stadtentwicklungsvorhaben aus der DDR sollen rückgängig gemacht werden. Im Gebiet der Garnisonkirche betrifft beziehungsweise betraf dies unter anderem die Plantage, den Langen Stall, die alte Feuerwache, den Stadtkanal, die Straße am Kanal und das Rechenzentrum Potsdam.
Stadtpolitisch wird diese rigorose Verdrängung von Zeugnissen der DDR kritisiert. So wird das Rechenzentrum als wichtiges architektonisches Gebäude dieser Zeit gesehen. Nachdem die sogenannte Rechnerhalle bereits für die Wiedererrichtung der Plantage abgerissen wurde, gelte es nun zumindest das Hauptgebäude mit dem denkmalgeschützten Mosaikzyklus zu erhalten. Für die Wiedererrichtung des Kirchenschiffes wäre ein Abriss jedoch unumgänglich.
Nach Verhandlungen mit der Landeshauptstadt Potsdam zogen am 1. September 2015 ca. 200 Künstler in das Rechenzentrum ein, um dort zeitlich befristet ein Kunst- und Kreativzentrum zu betreiben. Der Mietvertrag für die Künstler sollte spätestens 2023 enden. Als Nachfolgestandort für die Künstler sind der seit 2022 ebenfalls in Wiedererrichtung befindliche Lange Stall oder andere Standorte wie die Schiffbauergasse in der Diskussion. Der Potsdamer Oberbürgermeister Mike Schubert hat ein Dialogverfahren angestoßen, bei dem geklärt werden soll, wie das Umfeld des Turmes gestaltet werden soll und ob das derzeitige Kreativhaus im ehemaligen Rechenzentrum abgetragen wird oder nicht. Am 30. August 2023 bestätigte der Hauptausschuss der Potsdamer Stadtverordnetenversammlung das Ergebnis und stimmte einer verlängerten Nutzung des Rechenzentrums bis 2026 zu.
Darüber hinaus gibt es Stimmen, die eine Neugestaltung unter Verzicht sowohl des Rechenzentrums als auch der Garnisonkirche fordern. Anstatt eines Streits um Architektur solle die Frage der stadtentwicklungspolitisch sinnvollen Nutzung des Geländes in den Mittelpunkt gerückt werden.
Neben der stadtentwicklungspolitischen Bedeutung ist nicht zuletzt der Symbolcharakter der Garnisonkirche einer der wesentlichen Kritikpunkte. Die Kirche sei von Beginn an Ausdruck des militaristischen Preußentums gewesen. Sie stehe wie kein zweites Gebäude für den antidemokratischen Geist von Potsdam. Die Wiedererrichtung eines solchen Symbols sei einer Demokratie schlicht unwürdig. Insbesondere wird befürchtet, dass die Garnisonkirche infolge ihres Symbolcharakters wieder zu einem Sammelpunkt rechtsautoritärer Bewegungen werden kann, wie sie es in der Weimarer Zeit bereits war.
Die Pläne der FWG und der evangelischen Landeskirche zur Einrichtung eines Versöhnungszentrums und einer entsprechenden Nutzung der Garnisonkirche werden von den Kritikern als unzureichend und nicht überzeugend angesehen. Die Diskussionen über die Nutzung des Gebäudes würden nur angeboten, um der Fundamentalkritik an der Wiedererrichtung die Spitze zu nehmen.
So startete am 20. März 2014 die Bürgerinitiative «Für ein Potsdam ohne Garnisonkirche» ein Bürgerbegehren mit der Zielsetzung, dass die Landeshauptstadt Potsdam alle rechtlich zulässigen Möglichkeiten nutze, um auf die Auflösung der Stiftung Garnisonkirche Potsdam hinzuwirken. In weniger als vier Monaten sammelte die Initiative 14.285 gültige Unterschriften von Wahlberechtigten. Am 21. Juli 2014 wurde es vom städtischen Wahlleiter für erfolgreich zustande gekommen erklärt. Am 30. Juli 2014 nahm die Stadtverordnetenversammlung in einer außerordentlichen Sitzung auf Antrag des damaligen Oberbürgermeisters Jann Jakobs das Bürgerbegehren bei nur acht Ja-Stimmen, 3 Nein-Stimmen und sehr vielen Enthaltungen an. Somit wurde der Oberbürgermeister beauftragt, alle für die Stadt rechtlich zulässigen Möglichkeiten zu nutzen, um auf die Auflösung der Stiftung Garnisonkirche Potsdam hinzuwirken. Dieser setzte das Begehren um, indem er als ein Mitglied des elfköpfigen Kuratoriums der Stiftung Garnisonkirche dort einen Antrag auf Auflösung der Stiftung stellte, wobei von vornherein klar war, dass dieser Antrag abgelehnt werden würde.
Beim Bürgerhaushalt der Landeshauptstadt Potsdam war seit 2012 in jedem Durchgang ein Vorschlag, der sich gegen die Garnisonkirche wendet, unter den bestbewerteten Einreichungen vertreten.
Am 1. September 2014 gründeten Kirchenmitglieder die bundesweite Initiative «Christen brauchen keine Garnisonkirche». Zu den 72 Erstunterzeichnenden gehörten unter anderem die Politikerin Herta Däubler-Gmelin (SPD), Almuth Berger, der Pfarrer der Potsdamer Erlöserkirche, Konrad Elmer-Herzig, sowie der Theologe Friedrich Schorlemmer. Im März 2015 erklärte auch die Martin-Niemöller-Stiftung e. V., die Kampagne gegen die Wiedererrichtung der Garnisonkirche fortan unterstützen zu wollen. So wandte sie sich im Oktober 2017 in einen Offenen Brief an den Bundespräsidenten Frank-Walter Steinmeier, der wenig zuvor öffentlich seine Unterstützung für das Wiederaufbauprojekt bekundet hatte.
Nachdem die Bauarbeiten am Turm begonnen hatten, initiierte die Martin-Niemöller-Stiftung in Kooperation mit der Universität Kassel am 26. Juni 2020 das Projekt Lernort Garnisonkirche. Dieses soll die Öffentlichkeit über ihre Sicht der Geschichte des Ortes von der historischen Garnisonkirche über das Rechenzentrum bis zum Wiederaufbauprojekt aufklären. Ein wissenschaftlicher Beirat wurde einberufen. Das Projekt fordert u. a., dass der Feldaltar der Originalkirche nicht in Gottesdiensten verwendet, sondern dem Deutschen Historischen Museum übergeben wird.
Ein weiterer Kritikpunkt ist die geplante Rekonstruktion eines fast vollständig zerstörten Gebäudes. So monierte Detlef Karg, Direktor des Brandenburgischen Landesamtes für Denkmalpflege im Jahr 2012, dass sich die evangelische Landeskirche am Wiederaufbau der Garnisonkirche beteiligen wolle, zugleich aber die 1164 Dorfkirchen und 700 Stadtpfarrkirchen in Brandenburg ernsthaft gefährdet seien. Es sei „nicht Aufgabe der Denkmalpflege, einen verlorenen Bau wieder aufzurichten. … Wenn man in Potsdam am alten Standort eine Kirche bauen will, kann man das auch in der heutigen Architektursprache tun.“ (Detlef Karg: Interview mit der Märkischen Oderzeitung) Trotz des weit fortgeschrittenen Wiederaufbaus bleibt das Projekt in Potsdam und darüber hinaus umstritten.

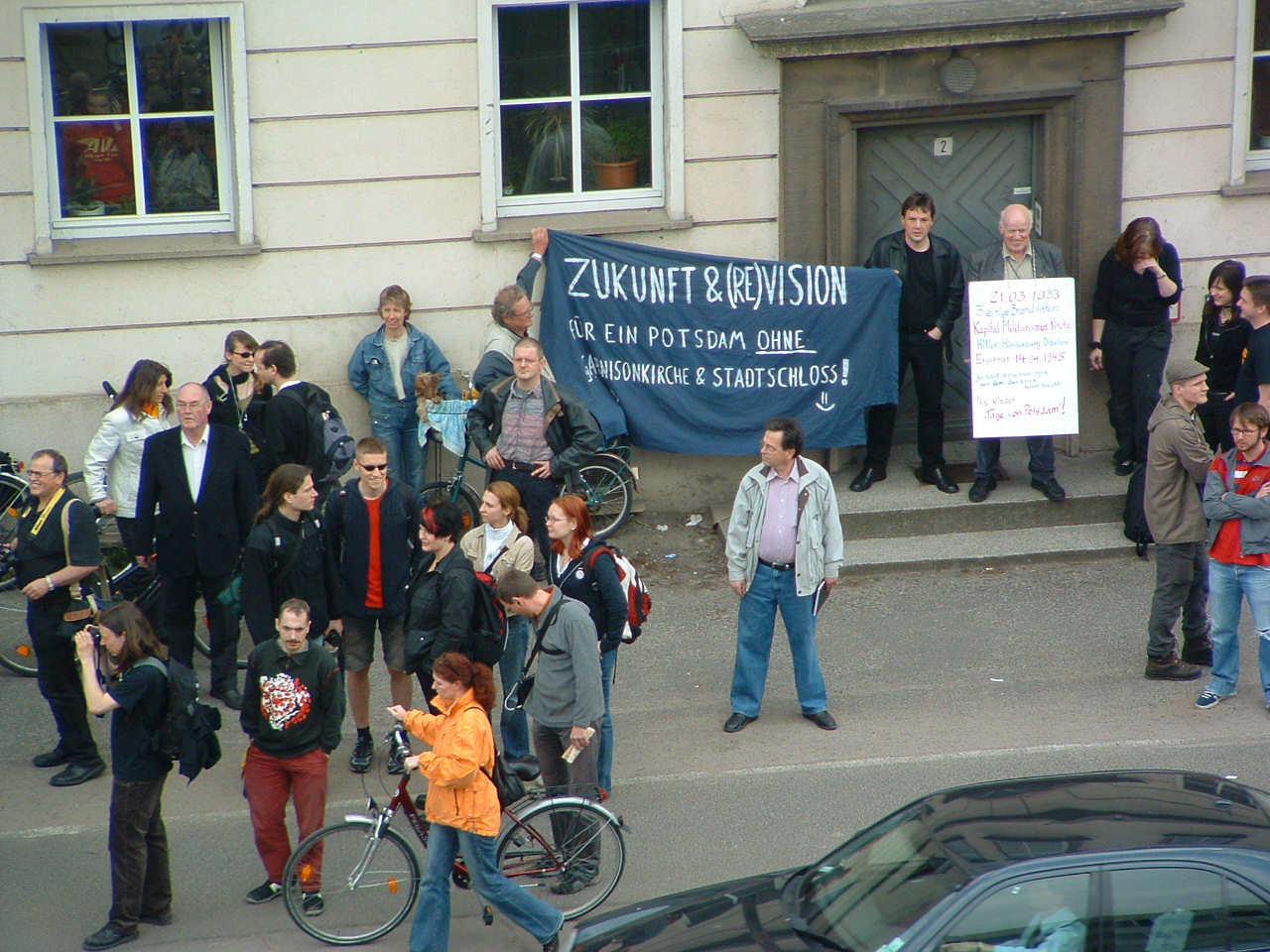
Gegen die Wiederaufbaupläne regte sich von Anfang an Protest, hier bei der feierlichen Grundsteinlegung (2005)
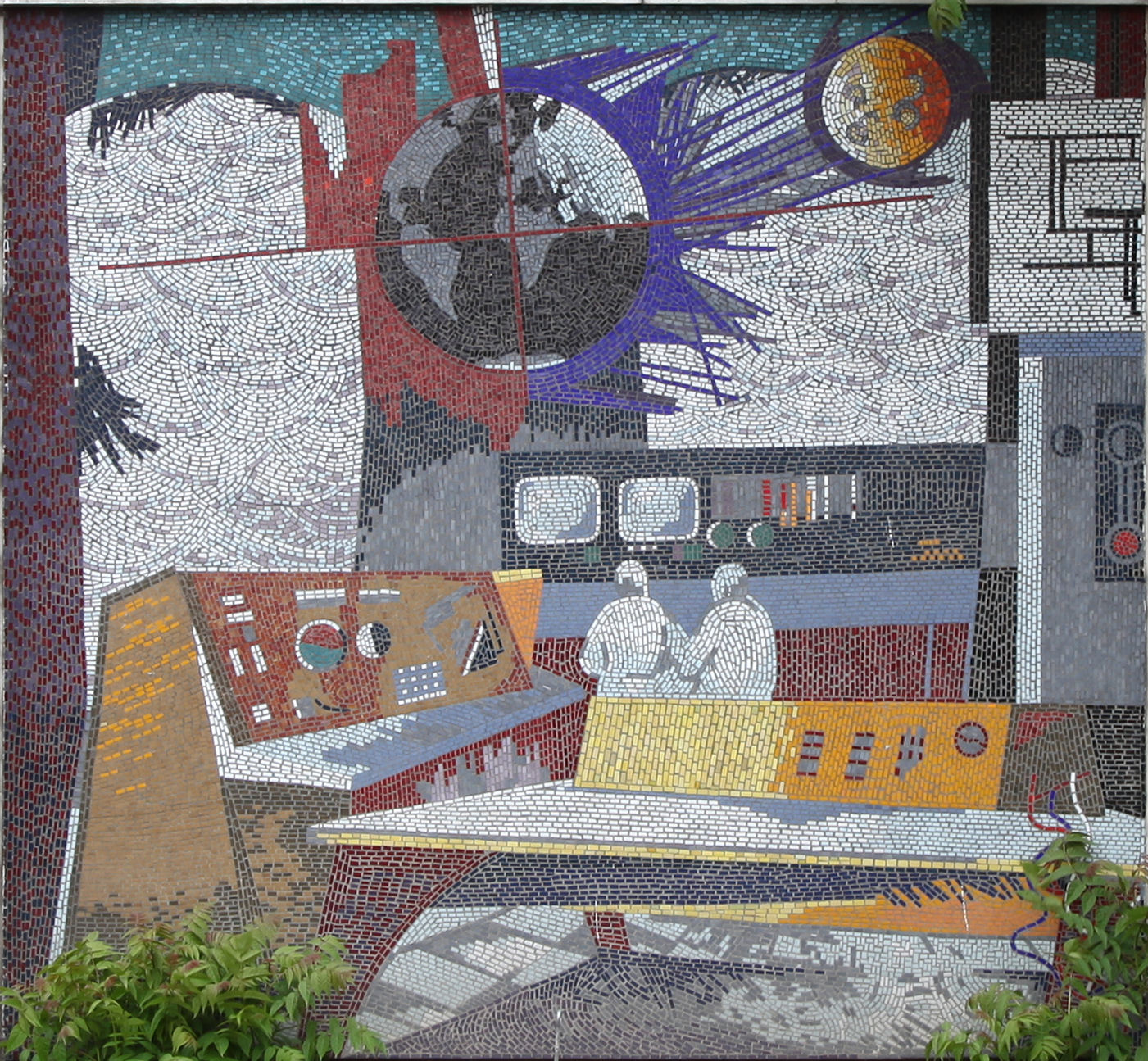
Bildfeld aus dem denkmalgeschützten Mosaik am Rechenzentrum Der Mensch bezwingt den Kosmos von 1972 (2013)
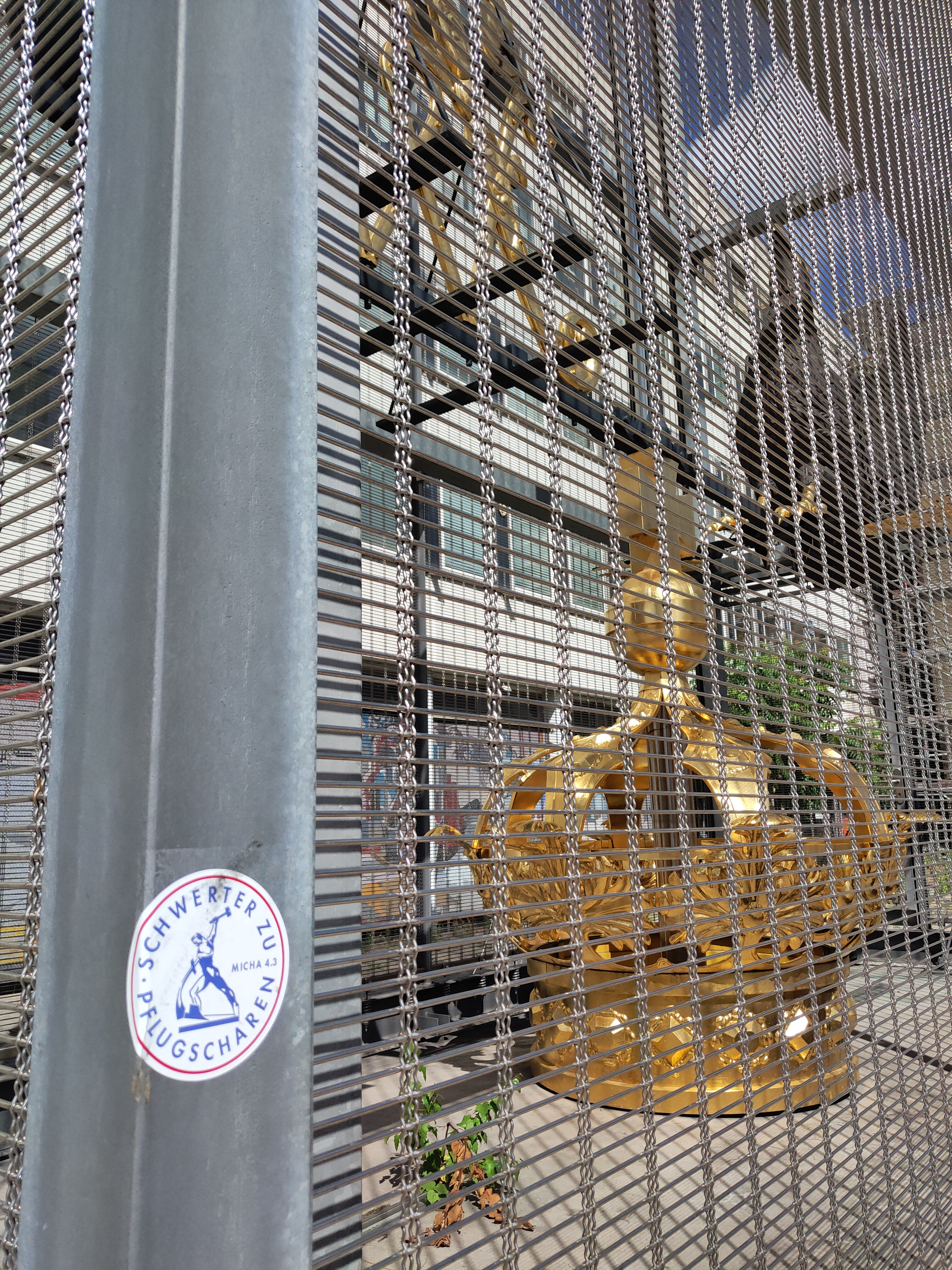
Nachbau der Wetterfahne mit einem Protestaufkleber „Schwerter zu Pflugscharen“

#### Das dritte Bauwerk
Mit dem Beschluss des Bebauungsplans, der Freimachung des Baufeldes und der Umgestaltung der Breiten Straße wurden wesentliche Voraussetzungen für den Baubeginn erfüllt. Die Landeshauptstadt Potsdam erteilte am 29. Juli 2013 die Baugenehmigung für die Errichtung des Turms der Garnisonkirche. Im gleichen Jahr stufte der Beauftragte der Bundesregierung für Kultur und Medien (BKM) die Garnisonkirche als national bedeutendes Kulturdenkmal ein.
Da zum Zeitpunkt der Erteilung der Baugenehmigung noch keine ausreichende Finanzierung für den Bau bestand, verzögerte sich der Baubeginn um mehrere Jahre. Der eigentliche Bau des Kirchturms begann am 29. Oktober 2017 zum 500. Jubiläum der Reformation und nachdem die Bundesregierung die seit 2014 zugesagten Fördermittel in Höhe von 12 Millionen Euro abschließend bewilligte. Zuvor hatte Bundespräsident Frank-Walter Steinmeier die Schirmherrschaft über das Projekt übernommen.
Bereits wenige Monate nach Baubeginn mussten die Arbeiten außerplanmäßig unterbrochen werden. Das Fundament des zweiten Bauwerks erwies sich für die eingesetzte Bohrtechnik als zu mächtig, sodass die Gründungspfähle für den neuen Turm nicht angebracht werden konnten. Die Bauarbeiten für den Turmsockel konnten somit nur mit Verzögerung im Frühjahr 2022 fertiggestellt werden.
Der Bruch des dritten Bauwerks mit der Vergangenheit soll durch das Nagelkreuz von Coventry auf dem Vorplatz, die Inschrift «Richte unsere Füße auf den Weg des Friedens» (Lukas 1,79 ) an der Fassade und das Versöhnungszentrum im Innenraum verdeutlicht werden. In die Fassade werden zahlreiche Spolien des ursprünglichen Bauwerks integriert. Dabei handelt es sich beispielsweise um Kapitelle, Trophäen sowie Fragmente ehemaliger Schmuckelemente. Verschiedene Teile der Kirche wurden bereits wiederhergestellt, darunter die Wetterfahne.
Der geplante Fertigstellungstermin des Turmes lag zunächst im Sommer 2022.[veraltet] Der Rohbau des Kirchturms wurde im Frühjahr 2022 fertiggestellt. Am Ostermontag 2024 wurde bei einem feierlichen Gottesdienst die neue Nagelkreuzkapelle im Garnisonkirchturm eröffnet. Sie hat 100 Sitzplätze und eine Schuke-Orgel. Die etwa 30 Meter hohe Turmhaube soll Ende 2025 aufgesetzt werden.
Bundespräsident Steinmeier eröffnete während eines Festakts am 22. August 2024 den Kirchturm und hielt dabei eine Rede. Der Schirmherr des Projekts gab an, dass der „Weg zum Wiederaufbau […] lang und kompliziert gewesen“ sei und „umstritten“ bleibe. Potsdams Oberbürgermeister Mike Schubert und der Bischof der Evangelischen Kirche Berlin-Brandenburg-schlesische Oberlausitz, Christian Stäblein, wohnten den Einweihungsfeierlichkeiten ebenfalls bei, während etwa 100 Gegner des Wiederaufbaus vor Beginn des Festakts vor dem Gebäude demonstrierten. Der Turm und eine Ausstellung sind seit 23. August 2024 für die Öffentlichkeit zugänglich, inklusive der 57 Meter hohen Aussichtsplattform. Die acht Turmfenster wurden mit Plexiglas verschlossen, da die eigentlich vorgesehenen Holzlamellen für circa 300.000 Euro vorerst zu kostspielig seien. Im Jahr 2026 soll laut Stiftungsvorstand der Turm durch eine 30 Meter hohe Haube ergänzt werden. Dann wäre der Turm mit fast 90 Metern Höhe das höchste Gebäude Potsdams. Ob noch das Kirchenschiff aufgebaut werden soll, ist nicht bekannt.

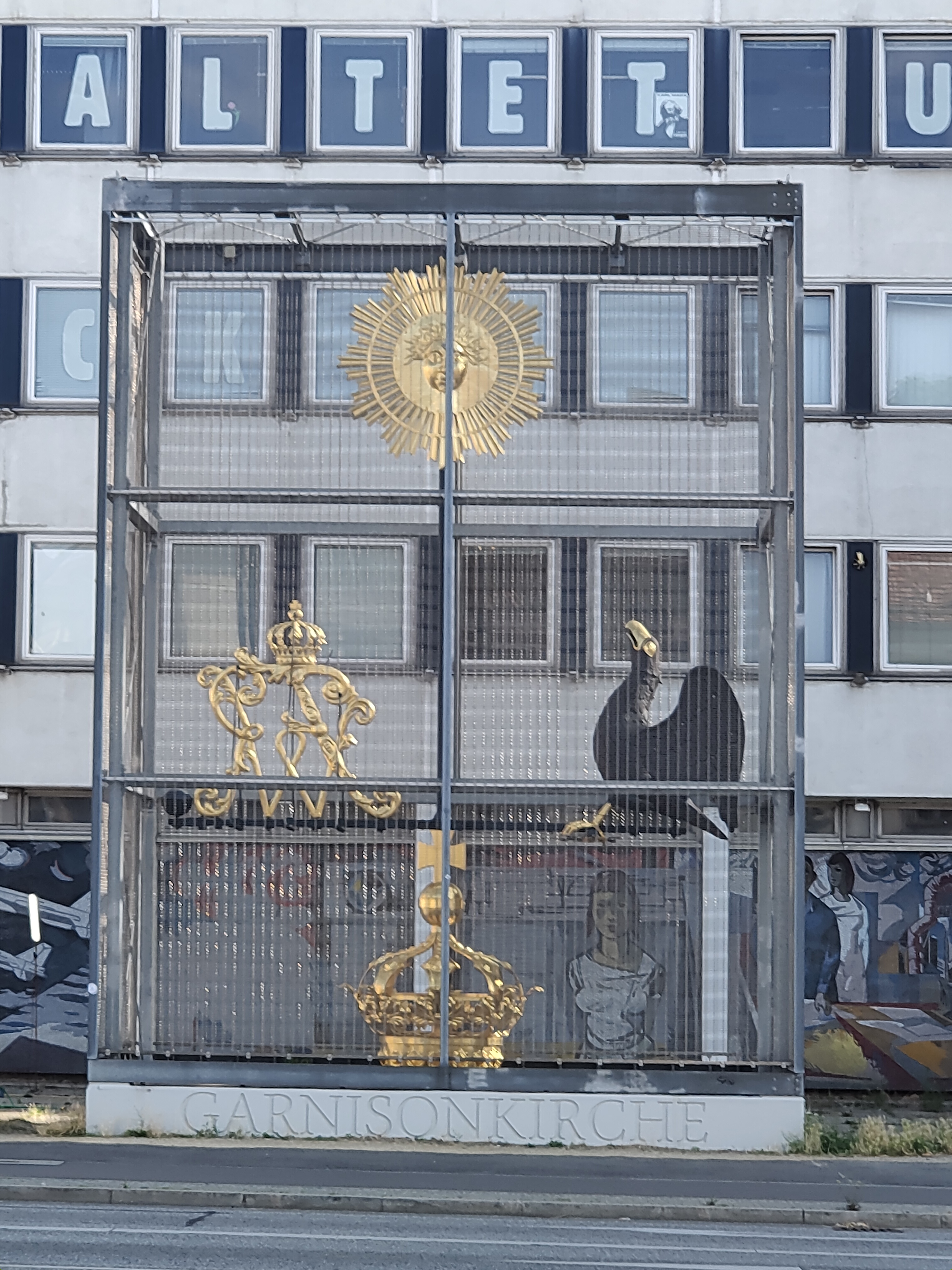
Nachbau der Wetterfahne der Potsdamer Garnisonkirche, wie sie vor Vollendung des dritten Bauwerks durch einen Käfig geschützt neben dem Potsdamer Rechenzentrum an der Breiten Straße ausgestellt wird
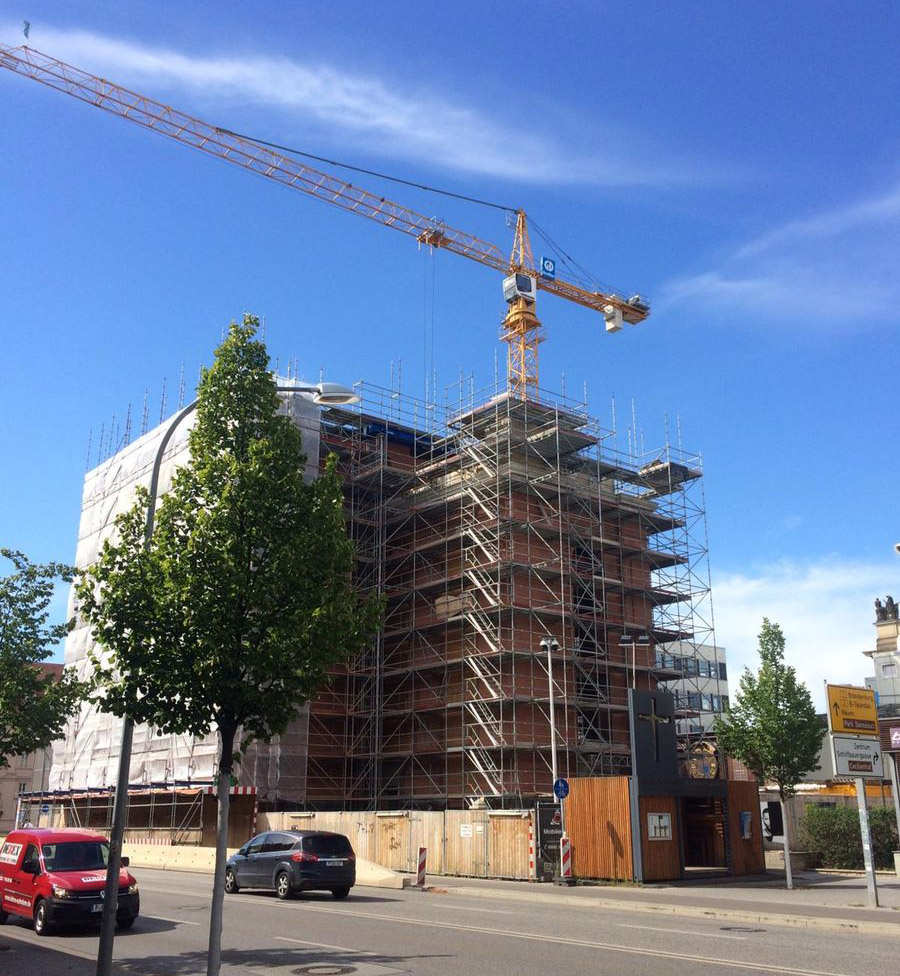
Bauarbeiten zur Errichtung von Front und Turm des Dritten Bauwerks (August 2020)
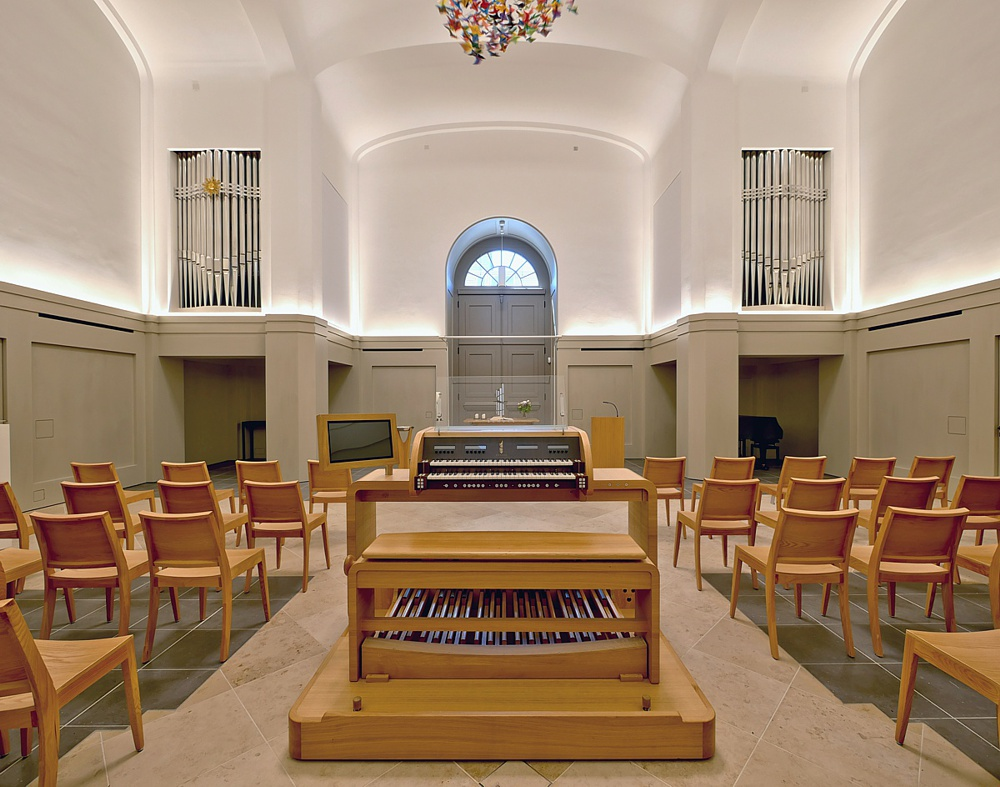
Die Nagelkreuzkapelle im Garnisonkirchturm mit Orgel (2024)

Die Orgel wurde 2024 fertiggestellt. In der linken Kammer befindet sich ein klassisch-barock disponiertes Orgelwerk, dessen Register teilweise auf Wechselschleifen stehen und damit auf zwei Manualwerke registriert werden können. In der rechten Kammer steht ein romantisches Werk, dessen Register auf Einzeltonladen stehen, so dass sich diverse Oktavextensionen erzeugen lassen. Eine Besonderheit ist der elektronisch gesteuerte und frei bewegliche Spieltisch, wodurch die Organisten zwischen den Besuchern sitzen können. Als Orgelspieler sollen laut Konzept ausschließlich Gastmusiker tätig werden. Die Kosten von mehreren Tausend Euro wurden durch eine anonyme Privatspende finanziert.
| I Barockwerk C–a3 |            |        |   |
| 1.                | Principal  | 8′     |   |
| 2.                | Rohrflöte  | 8′     |   |
| 3.                | Octav      | 4′     |   |
| 4.                | Spitzflöte | 4′     |   |
| 5.                | Nassat     | 3′     |   |
| 6.                | Octav      | 2′     |   |
| 7.                | Tertia     | 1 3⁄5′ |   |
| 8.                | Mixtur III | 1 ⁄3′  |   |
| 9.                | Trompete   | 8′     | v |
|                   | Tremulant  |        |   |
|                   | Sonnenzug  |        |   |

| I Romantisches Werk C–a3 |              |        |   |
| 10.                      | Bordun       | 16′    |   |
| 11.                      | Gambe        | 16′    |   |
| 12.                      | Principal    | 8′     |   |
| 13.                      | Bordun       | 8′     |   |
| 14.                      | Gambe        | 8′     |   |
| 15.                      | Konzertflöte | 8′     |   |
| 16.                      | Gemshorn     | 8′     |   |
| 17.                      | Aeoline      | 8′     |   |
| 18.                      | Gambe        | 4′     |   |
| 19.                      | Principal    | 4′     |   |
| 20.                      | Konzertflöte | 4′     |   |
| 21.                      | Gemshorn     | 4′     | v |
| 22.                      | Terz         | 3 1⁄5′ |   |
| 23.                      | Quinte       | 2 ⁄3′  |   |
| 24.                      | Principal    | 2′     |   |
| 25.                      | Terz         | 1 3⁄5′ |   |
| 26.                      | Cor anglais  | 16′    | v |
| 27.                      | Cor anglais  | 8′     |   |
|                          | Tremulant    |        |   |

| II Barockes Werk C–a3 |                      |        |   |
|                       | Rohrflöte (= Nr. 2)  | 8′     |   |
| 28.                   | Salicional           | 8′     | v |
| 29.                   | Fugara               | 4′     | v |
|                       | Spitzflöte (= Nr. 4) | 4′     |   |
|                       | Nassat (= Nr. 5)     | 3′     |   |
|                       | Octav (= Nr. 6)      | 2′     |   |
|                       | Tertia (= Nr. 7)     | 1 3⁄5′ |   |
|                       | Trompete (= Nr. 9)   | 8′     | v |
|                       | Tremulant            |        |   |

| Barockes Pedalwerk C–g1 |                    |     |   |
| 30.                     | Subbaß             | 16′ |   |
|                         | Trompete (= Nr. 9) | 8′  | v |

#### Kontroverse um die Finanzierung
Der Wiederaufbau des Kirchturms sollte anfangs 40,5 Millionen Euro kosten, inzwischen (Oktober 2021) werden 44 Millionen angegeben. Ergänzend zu der Erstförderung in Höhe von 12 Millionen Euro aus dem Jahr 2017, förderte der Bund den Wiederaufbau 2020 mit weiteren 8,25 Millionen Euro und 2021 noch einmal mit 4,5 Millionen Euro. Der Vorgang führte zu einer Prüfung durch den Bundesrechnungshof, der sowohl die Förderpraxis des BKM als auch das intransparente Gebaren der Stiftung Garnisonkirche Potsdam deutlich kritisiert.
Der Bund fördert den Wiederaufbau mit 24,75 Millionen Euro, die evangelische Kirche unterstützt ihn mit einem zinslosen Darlehen von 5 Millionen Euro. Weitere Kosten sollen durch Spenden gedeckt werden. Bis zur Fertigstellung des Turmsockels Ende April 2020 gingen laut FWG Spenden in Höhe von 10 Millionen Euro ein. Mehr als 60 Spendenmöglichkeiten hielt die Kirchbaustiftung für Privatpersonen bereit.

#### Weitere Planungen
Die Planungen für das Kirchenschiff, für das es unterschiedliche Nutzungsvorschläge – auch nicht-kirchlicher Art – gibt, sollen erst nach Wiederaufbau des Turms beginnen. Zum Beispiel wird vorgeschlagen, das Kirchenschiff nach dem Vorbild der Dresdner Frauenkirche als Gotteshaus und Kulturkirche für Konzerte, Veranstaltungen, Bildungs- und Jugendarbeit zu rekonstruieren. Thomas Albrecht, der Architekt des Kirchturm-Wiederaufbaus, zeigt sich überzeugt, dass es nach Fertigstellung des Turmes mit dem originalgetreuen Wiederaufbau des Kirchenschiffes weitergehen werde.
Eine ursprünglich geplante Rekonstruktion der Wagner-Orgel, zu der die finanziellen Mittel von dem Versandhausgründer Werner Otto gestiftet wurden, wurde aufgrund des zwischenzeitlich geänderten Konzepts einer Turmkapelle nicht realisiert.

### Druckwerke
- Reinhard Appel, Andreas Kitschke: Der Wiederaufbau der Potsdamer Garnisonkirche. Lingen, Köln 2006, ISBN 3-937490-70-1.
- Ludwig Bamberg: Die Potsdamer Garnisonkirche. Baugeschichte – Ausstattung – Bedeutung. Lukas, Berlin 2006, ISBN 3-936872-86-4.
- Hans Berg: Potsdams verlorene Mitte. Märkischer Verlag, Wilhelmshorst, DNB 997978244 (o. J. (mutmaßlich 1999)).
- Bundesrechnungshof: Abschließende Mitteilung an die Bundesbeauftragte für Kultur und Medien über die Prüfung der Zuwendungen für den Wiederaufbau der Garnisonkirche in Potsdam (Teil 1). Bewilligungsverfahren und Begleitung der Umsetzung durch die Beauftragte für Kultur und Medien. Publikationsserver ibib, Berlin/Bonn 29. November 2021, DNB 1281254932.
- Marcus Colla: Memory, Heritage and the Demolition of the Potsdam Garnisonkirche, 1968. In: German History. 38. Jahrgang, Heft 2, 2020, S. 290–310, doi:10.1093/gerhis/ghaa010 (englisch).
- Findbuch zum Depositum. Pfarrarchiv der Garnisonkirche Potsdam 1613-1986. In: Domstift Brandenburg (Hrsg.): Berichte und Forschungen aus dem Domstift Brandenburg. Band 5. Bautz, 2012, ISSN 1866-4695, S. 65–134 (dom-brandenburg.de [PDF; abgerufen am 8. Januar 2024]).
- Fördergesellschaft für den Wiederaufbau der Garnisonkirche e. V. (Hrsg.): Potsdamer Spitze Mitteilungen. Eigenverlag, Potsdam, OCLC 1162611757 (garnisonkirche-potsdam.de [PDF] seit 2008 eine Ausgabe jährlich).
- Christina Emmerich-Focke: Stadtplanung in Potsdam 1945–1990. Kollision des Sozialismus mit dem städtischen Erbe Brandenburg-Preußens in Potsdam. Stadt:Werk, Potsdam 1999, ISBN 3-00-004137-0.
- Michael Epkenhans, Carmen Winkler, Zentrum für Militärgeschichte und Sozialwissenschaften der Bundeswehr (Hrsg.): Die Garnisonkirche Potsdam. Zwischen Mythos und Erinnerung. Rombach, Freiburg i. B./Berlin/Wien 2013, ISBN 978-3-7930-9729-7.
- Matthias Grünzig: Für Deutschtum und Vaterland. Die Potsdamer Garnisonkirche im 20. Jahrhundert. Metropol, Berlin 2017, ISBN 978-3-86331-296-1.
- Andreas Kitschke: Kirchen in Potsdam. Aus der Geschichte der Gotteshäuser und Gemeinden. Evangelische Verlagsanstalt, Berlin 1983, DNB 840318642.
- Andreas Kitschke et al.: Die Potsdamer Garnisonkirche. „nec soli cedit“. Potsdamer Verlags-Buchhandlung, Potsdam 1991, ISBN 3-910196-00-4.
- Andreas Kitschke: Die Garnisonkirche Potsdam. Krone der Stadt und Schauplatz der Geschichte. Bebra, Berlin 2016, ISBN 978-3-86124-694-7.
- Andreas Kitschke: Die Kirchen der Potsdamer Kulturlandschaft. Lukas Verlag, Berlin 2017, ISBN 978-3-86732-248-5.
- Gustav Lehmann: Die Trophäen des preussischen Heeres in der königlichen Hof- und Garnisonkirche zu Potsdam. Mittler, Berlin 1899, DNB 361144830.
- Lernort Garnisonkirche: Schwarzbuch Garnisonkirche Potsdam. Hrsg.: Lernort Garnisonkirche, Martin Niemöller Stiftung e. V. Potsdam und Wiesbaden 2024 (lernort-garnisonkirche.de [PDF; abgerufen am 17. Oktober 2024]).
- Carsten Linke: Das Widerstandsprojekt Garnisonkirche – Eine Chronik. Eine Chronik der Hof- und Militärkirche, des Widerstandes gegen den Wiederaufbau und der jüngeren Stadtentwicklung. Carsten Linke, Potsdam 2022, ISBN 978-3-00-071331-6 (lesejury.de).
- J. Lohse: Die Thurmspitze der Garnisonkirche in Potsdam. In: Centralblatt der Bauverwaltung. Nr. 21, 1881, S. 184 f. (zlb.de).
- Philipp Oswalt: Die Potsdamer Garnisonkirche. Wiederaufbau zwischen militärischer Traditionspflege, protestantischer Erinnerungskultur und Rechtsextremismus. In: Vierteljahrshefte für Zeitgeschichte. Band 70, Heft 3, 2022, S. 549 ff., doi:10.1515/vfzg-2022-0031.
- Christoph Raichle: Hitler als Symbolpolitiker. Kohlhammer, Stuttgart 2014, ISBN 978-3-17-025191-5, 2.6 Der „Tag von Potsdam“ am 21. März 1933, S. 80–99.
- Hartmut Rudolph: Die Potsdamer Hof- und Garnisongemeinde. In: Bernhard R. Kroener, Heiger Ostertag (Hrsg.): Potsdam. Staat, Armee, Residenz in der preußisch-deutschen Militärgeschichte. Propyläen, Frankfurt am Main 1993, ISBN 3-549-05328-2.
- Martin Sabrow: Steine des Anstoßes. Der Abriss der Potsdamer Garnisonkirche als Lehrstück ostdeutscher Herrschaftskultur. In: Daniela Münkel, Jutta Schwarzkopf (Hrsg.): Geschichte als Experiment. Studien zu Politik, Kultur und Alltag im 19. und 20. Jahrhundert. Campus, Frankfurt am Main 2004, ISBN 3-593-37489-7, S. 297–306.
- Friedrich Schlotterbeck: Im Rosengarten von Sanssouci. Mitteldeutscher Verlag, Halle (Saale) 1968, DNB 576037753.
- Werner Schwipps: Die Königliche Hof- und Garnisonkirche zu Potsdam. Arani, Berlin 1991, ISBN 3-7605-8626-0.
- Anke Silomon: Pflugscharen zu Schwertern. Schwerter zu Pflugscharen. Die Potsdamer Garnisonkirche im 20. Jahrhundert. Nicolaische Verlagsbuchhandlung, Berlin 2014, ISBN 978-3-89479-858-1.

#### Druckwerke zur Orgel
- Wolf Bergelt: Joachim Wagner (1690-1749) Orgelmacher. Schnell & Steiner, München 2012, ISBN 978-3-7954-2562-3, S. 324.
- Hermann Mund: Hermann Mund Sammlung Orgeldispositionen. Hrsg.: Roland Eberlein (= Veröffentlichungen der Walcker-Stiftung für orgelwissenschaftliche Forschung. Band 28, Heft A). 1. Garnisonkirche in Potsdam. Alte Orgel / 57. Garnisonkirche in Potsdam. Neue Orgel, S. 1 / 62 (walcker-stiftung.de [PDF; abgerufen am 24. Februar 2024] Disposition Nr. 1).

### Presseberichterstattung
- Peter von Becker: Rekonstruktion ist keine ideologische Restauration. Preußischer Barock ist besser als ahistorischer Beton. Wie viel Schuld trägt ein Ort, an dem Geschichte geschah? In: Tagesspiegel.de. 11. Dezember 2017, abgerufen am 8. Januar 2024.
- Holger Zürch: Sonntagskirche № 75. Die verlorene Garnisonkirche Potsdam. In: l-iz.de. Leipziger Internet Zeitung, 23. April 2023, abgerufen am 8. Januar 2024.
- Andreas Kilb: Lernort Potsdam. In: fazarchiv.faz.net. Frankfurter Allgemeine Zeitung, 21. August 2017, abgerufen am 8. Januar 2024 (Abruf kostenpflichtig).
- Themenportal Garnisonkirche. In: Tagesspiegel.de. 2018, abgerufen am 8. Januar 2024 (Sammlung von Veröffentlichungen seit 2018).

### Vorträge
- Philipp Oswalt: „Nicht Friede darf werden auf Erden, bisabruf= das heilige Evangelium der Glaube aller Völker ist“. Die Rolle der Garnisonkirche Potsdam in den Kolonialkriegen. In: YouTube. Einstein Forum, 29. Februar 2024, abgerufen am 24. August 2024.